# Championnats de France de judo
Les Championnats de France de judo sont une compétition organisée tous les ans par la Fédération française de judo (FFJ). C'est dans ce cadre que sont décernés les titres de champions de France individuels seniors de judo, individuel féminin et masculin par catégories de poids et par clubs.

## Historique
La première édition, connue, des championnats de France de judo masculin date de 1943.
Le début des championnats de France de judo féminin remonte à 1974.
La forme, le nombre d'épreuves et les catégories de poids ont beaucoup évolué. D'une seule catégorie, appelée « toutes catégories », de 1943 à 1959, elle évolue en grades durant l'année 1960, puis en catégories de poids à partir de 1961.
L'édition 2020, initialement programmée du 28 au 29 novembre à Villebon-sur-Yvette, est finalement annulée le 3 novembre par la FF Judo, en raison de la pandémie de Covid-19.

## Palmarès
NB : Le club est indiqué entre parenthèses, si connu.

### Hommes

#### Toutes catégories - Open (1943-1965) (1976) (1986)

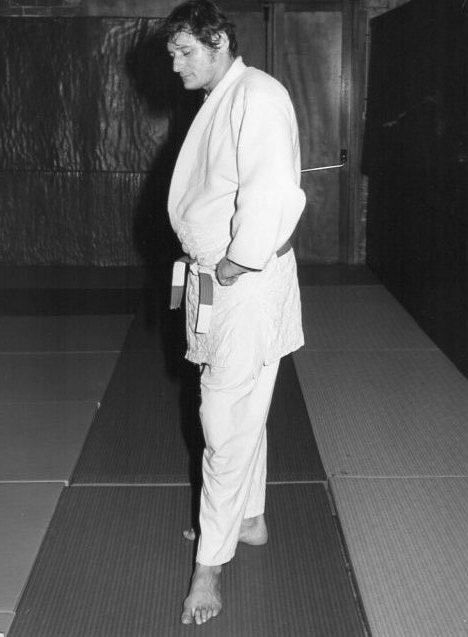
Michel Bourgoin

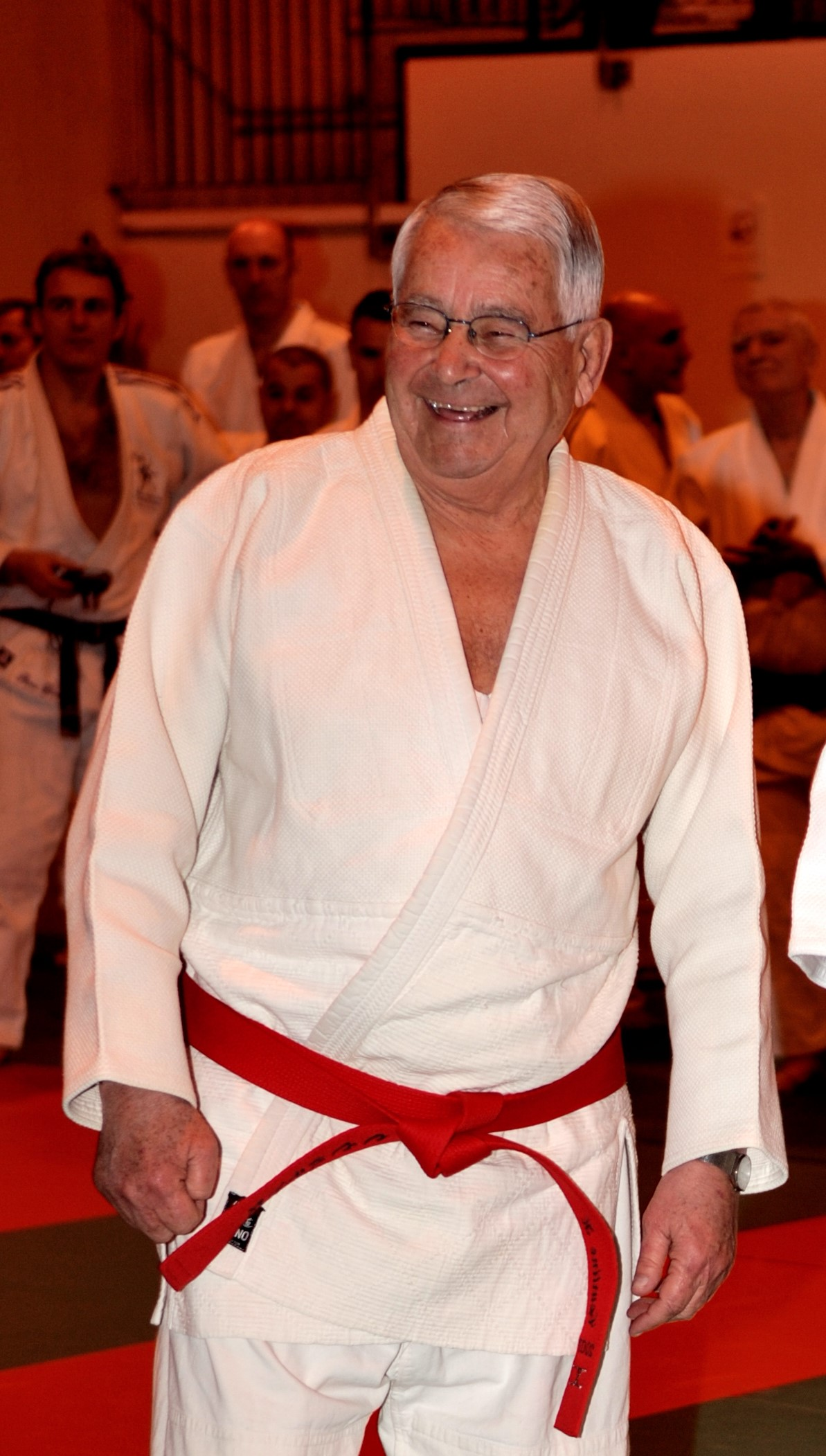
Henri Courtine

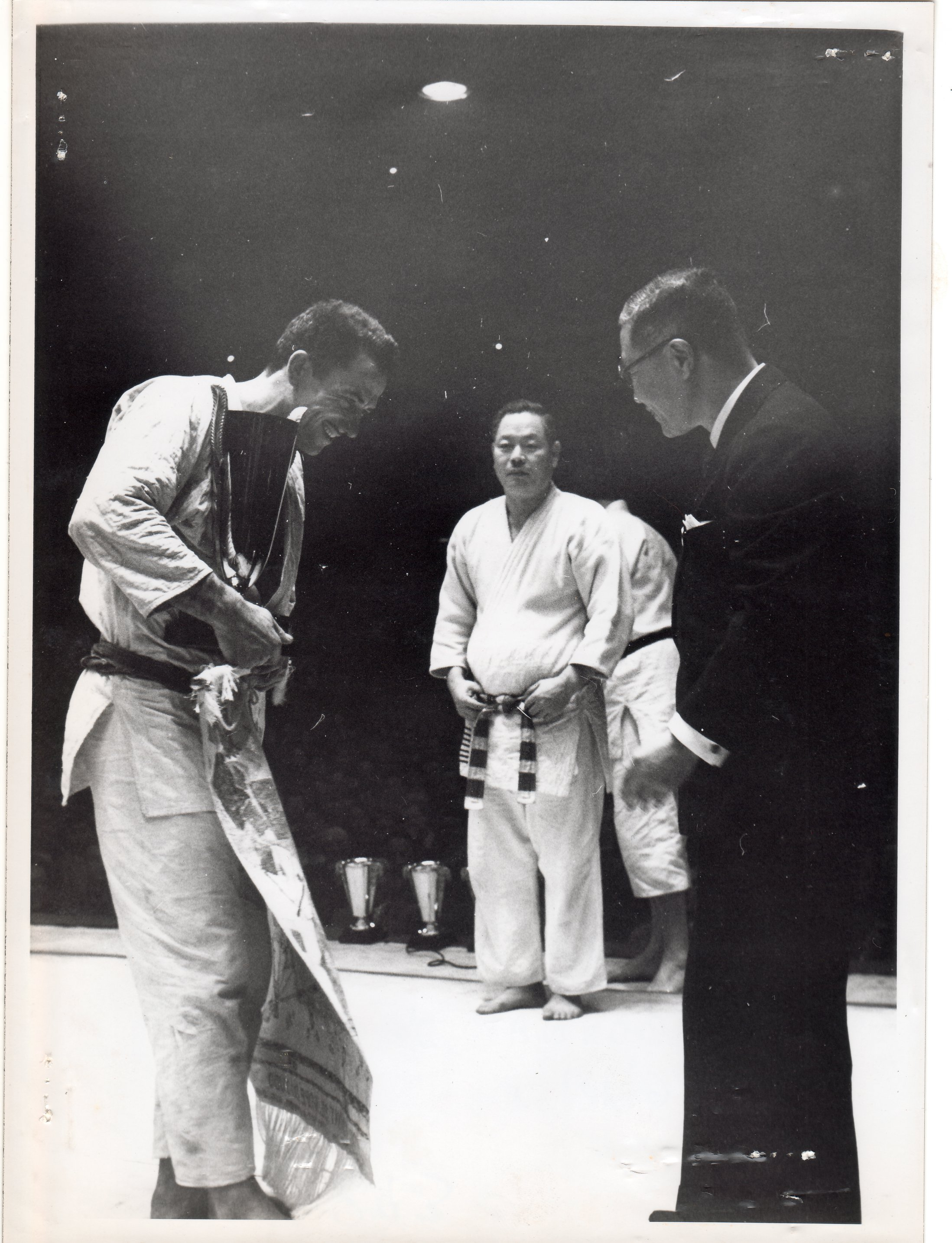
Jean de Herdt

| Épreuves | Or                                    | Argent                             | Bronze                                                  |
| -------- | ------------------------------------- | ---------------------------------- | ------------------------------------------------------- |
| 1986     | Christian Vachon (JC Villiers-le-Bel) | Roger Vachon (JC Villiers-le-Bel)  | Pierre Joly (JC Argelès) Jean-Pierre Besse (RCF)        |
|          |                                       |                                    |                                                         |
| 1976     | Rémi Berthet (RCF)                    | Angelo Parisi (Mistral JC Avignon) | Roland Delvingt (CJC Orléans) Jean-Pierre Tripet (ACBB) |
|          |                                       |                                    |                                                         |
| 1965     | Patrick Clément                       | Lionel Grossain                    | Jacques Le Berre Georges Gress                          |
| 1964     | ?                                     | ?                                  | ?                                                       |
| 1963     | Jacques Le Berre                      | Jean-Pierre Damaisin               | Michel Bourgoin Jean Desailly                           |
| 1962     | Yves Reymond                          | Lionel Grossain                    | Félix Chevallier Manche                                 |
| 1961     | Michel Bourgoin                       | Matthieu Vallauri                  | Michel Franceschi Raymond Moreau                        |
| 1960     | Matthieu Vallauri                     | Lionel Grossain                    | Delpech Chollet                                         |
| 1959     | Bernard Pariset                       | Jacques Le Berre                   | Jean Desailly Michel Rabut                              |
| 1958     | Henri Courtine                        | Robert Dazzi                       | Roland Burger Jean de Herdt                             |
| 1957     | Bernard Pariset                       | Robert Dazzi                       | Roland Burger Jean de Herdt                             |
| 1956     | Henri Courtine                        | Lucien Colonges                    | Robert Dazzi Jean de Herdt                              |
| 1955     | Bernard Pariset                       | Guy Cauquil                        | Robert Dazzi Jean de Herdt                              |
| 1954     | Henri Courtine                        | Guy Cauquil                        | Michel Dupré Jean de Herdt                              |
| 1953     | Michel Dupré                          | Henri Courtine                     | Jean de Herdt Guy Cauquil                               |
| 1952     | Guy Verrier                           | Guy Cauquil                        | Jean de Herdt Bernard Pariset                           |
| 1951     | ?                                     | ?                                  | ?                                                       |
| 1950     | Jean de Herdt                         | Jean Gillet                        | Serge Oudart Guy Cauquil                                |
| 1949     | Jean de Herdt                         | Guy Cauquil                        | Jean Zin Maurice Philippe                               |
| 1948     | Guy Verrier                           | Jean de Herdt                      | ?                                                       |
| 1947     | Jean de Herdt                         | ?                                  | ?                                                       |
| 1946     | Pierre Pegon                          | Alain Valin                        | ?                                                       |
| 1945     | Roger Piquemal                        | Jean Giraud                        | ?                                                       |
| 1944     | Jean de Herdt                         | Roger Piquemal                     | ?                                                       |
| 1943     | Jean de Herdt                         | Jean Beaujean                      | ?                                                       |

#### -60 kg (1977- )

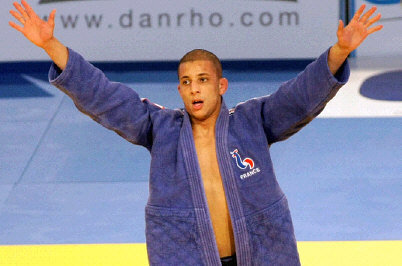
Sofiane Milous

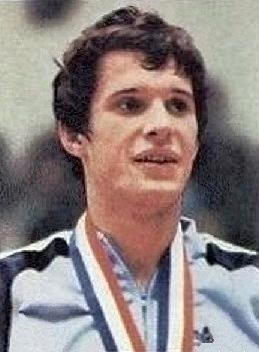
Thierry Rey

| Épreuves | Or                                                   | Argent                                               | Bronze                                                                        |
| -------- | ---------------------------------------------------- | ---------------------------------------------------- | ----------------------------------------------------------------------------- |
| 2021     | Cédric Revol (Blanc-Mesnil)                          | Théo Raoul Hebrard (JC Maisons-Alfort)               | Richard Vergnes (JC Chilly-Mazarin) Vincent Limare (Sainte-Geneviève Sports)  |
| 2020     | Édition annulée en raison de la pandémie de Covid-19 | Édition annulée en raison de la pandémie de Covid-19 | Édition annulée en raison de la pandémie de Covid-19                          |
| 2019     | Romaric Bouda (Eure Judo)                            | Vincent Limare (Blanc-Mesnil)                        | Sylvain Goulet (Sucy Judo) Jolan Florimont (Nice Judo)                        |
| 2018     | Vincent Limare (Blanc-Mesnil)                        | Romaric Bouda (Eure Judo)                            | Sylvain Goulet (Sucy Judo) Jolan Florimont (Nice Judo)                        |
| 2017     | Jolan Florimont (Nice Judo)                          | Vincent Manquest (AJA Paris 20e)                     | Richard Vergnes (JC Chilly-Mazarin) Cédric Revol (ACBB)                       |
| 2016     | Vincent Manquest (AJA Paris 20e)                     | Sylvain Goulet (Sucy Judo)                           | Richard Vergnes (JC Chilly-Mazarin) Cédric Revol (ACBB)                       |
| 2015     | Sofiane Milous (JCE Argenteuil)                      | Cédric Revol (ACBB)                                  | Kamel Mohamedi (ACBB) Sylvain Goulet (Sucy Judo)                              |
| 2014     | Vincent Limare (JC Maisons-Alfort)                   | Adrien Raymond (Sucy Judo)                           | Walide Khyar (FLAM 91) Sylvain Goulet (Sucy Judo)                             |
| 2013     | Vincent Limare (JC Maisons-Alfort)                   | Kamel Mohamedi (ACBB)                                | Adrien Raymond (Sucy Judo) Farid Ben Ali (JC Chilly-Mazarin)                  |
| 2012     | Issam Nour (RSC Montreuil)                           | Adrien Raymond (Sucy Judo)                           | Kamel Mohamedi (AM Asnières) Nicolas Bodou (ACBB)                             |
| 2011     | Sofiane Milous (Olympic Judo Nice)                   | Issam Nour (RSC Montreuil)                           | Thomas Cadoux Duc (JC Chilly-Mazarin) Victor Leboedec (RSC Montreuil)         |
| 2010     | Issam Nour (RSC Montreuil)                           | Baptiste Leroy (Levallois SC)                        | Thomas Cadoux Duc (JC Chilly-Mazarin) Vincent Limare (Amicale Laïque Maromme) |
| 2010     | Issam Nour (RSC Montreuil)                           | Baptiste Leroy (Levallois SC)                        | Julien Ottaviani (Olympic Judo Nice) Lilian Barreyre (Franche-Comté Judo)     |
| 2009     | Baptiste Leroy (Levallois SC)                        | Julien Ottaviani (Olympic Judo Nice)                 | Sofiane Milous (Lagardère Paris Racing) Dimitri Dragin (JC Maisons-Alfort)    |
| 2008     | Jérôme Guyot (Paris Judo)                            | Cyril Soyer (ACBB)                                   | Baptiste Leroy (Levallois SC) Jean-Marc Boutet (Nice Judo)                    |
| 2007     | Jérémy Cadoux-Duc (CO Sartrouville)                  | Dimitri Dragin (JC Maisons-Alfort)                   | David Larose (Sainte-Geneviève Sports) Jérôme Guyot (Paris Judo)              |
| 2006     | Cyril Soyer (ACBB)                                   | Sébastien Berthelot (BC Thiais)                      | Baptiste Leroy (ACBB) Jérémy Cadoux-Duc (Levallois SC)                        |
| 2005     | Jérémy Cadoux-Duc (Levallois SC)                     | Baptiste Leroy (ACBB)                                | Yohan Coliaux (RCF) Dimitri Dragin (JC Maisons-Alfort)                        |
| 2004     | Baptiste Leroy (ACBB)                                | David Larose (Sainte-Geneviève Sports)               | Mickaël Margerit (GUC-JCD) Jérémy Lebris (RCF)                                |
| 2003     | Jérémy Lebris (RCF)                                  | Rachid Dahoub (ASM Mantes LJ)                        | Jérémy Cadoux-Duc (Levallois SC) Baptiste Leroy (ACBB)                        |
| 2002     | Jérémy Lebris (RCF)                                  | Eric Despezelle (US Orléans)                         | Laurent Bernard Cyril Soyer                                                   |
| 2001     | Cyril Soyer                                          | Yacine Douma                                         | Eric Poulcallec Franck Chambily                                               |
| 2000     | ?                                                    | ?                                                    | ?                                                                             |
| 1999     | Cyril Soyer                                          | Yacine Douma                                         | Eric Despezelle (US Orléans) Jérémy Lebris (RCF)                              |
| 1998     | Franck Chambily                                      | Eric Despezelle (US Orléans)                         | Lakhdar Benabdelmoumene (JC Maisons-Alfort) Jérémy Lebris (RCF)               |
| 1997     | Baptiste Leroy (ACBB)                                | Xavier Mondenx                                       | Ludovic Bimont (JC Maisons-Alfort) Jérémy Lebris (RCF)                        |
| 1996     | Ludovic Bimont (JC Maisons-Alfort)                   | Eric Despezelle (US Orléans)                         | Baptiste Leroy (ACBB) Yacine Douma (AM Puget-sur-Argens)                      |
| 1995     | Nasser Nechar (PSG AJ 77)                            | Yacine Douma (AM Puget-sur-Argens)                   | Xavier Mondenx (PSG AJ 77) Franck Chambily (JC Longjumeau)                    |
| 1994     | Yacine Douma (AM Puget-sur-Argens)                   | Ludovic Bimont (JC Maisons-Alfort)                   | Cyril Pages (UJ 37 Tours) Jean-Luc Las (Levallois SC)                         |
| 1993     | Yacine Douma (AM Puget-sur-Argens)                   | Ludovic Bimont (JC Maisons-Alfort)                   | Emmanuel Jung (RCF) Jean-Luc Las (Besançon)                                   |
| 1992     | Thierry Harismendy (US Orléans)                      | Jean-Luc Las (Levallois SC)                          | Franck Moreau (RCF) Franck Chambily (JC Longjumeau)                           |
| 1991     | Antonio Carabetta (AM Kingersheim)                   | Gaëtan Bikindou (JC Maison-Alfort)                   | Philippe Pradayrol (ACBB) Thierry Harismendy (US Orléans)                     |
| 1990     | Franck Moreau (Levallois SC)                         | Thierry Harismendy (US Orléans)                      | Philippe Pradayrol (ACBB) Pascal Locarini (JC Lagny)                          |
| 1989     | Philippe Pradayrol (ACBB)                            | Jean-Marie Le Sonn (SE Pavillons-sous-Bois)          | Franck Moreau (JC Villiers-le-Bel) Pascal Locarini (JC Lagny)                 |
| 1988     | Philippe Pradayrol (ACBB)                            | Jean-Marie Le Sonn (SE Pavillons-sous-Bois)          | Thierry Dibert (Stade Français) Yves Hernandez (OJ Marseille)                 |
| 1987     | Jean-Marie Le Sonn (SE Pavillons-sous-Bois)          | Philippe Pradayrol (ACBB)                            | Thierry Dibert (Stade Français) Laurent Peronne (RCF)                         |
| 1986     | Patrick Roux (Stade Français)                        | Stéphane Bregeon (ACBB)                              | Philippe Pradayrol (ACBB) Jean-Marie Le Sonn (SE Pavillons-sous-Bois)         |
| 1985     | Patrick Roux (Stade Français)                        | Jean-Marie Le Sonn (SE Pavillons-sous-Bois)          | Jean-Pierre Colleuil (Stade Laurentin) Stéphane Bregeon (ACBB)                |
| 1984     | Bruno Drouet (JC Lagny)                              | Guy Delvingt (US Orléans)                            | Patrick Roux (Stade Français) Guy Lebaupin (ACBB)                             |
| 1983     | Guy Lebaupin (US Orléans)                            | Éric Maurel (JC Villiers-le-Bel)                     | Bruno Thirion (JC Pontault-Combault) Stéphane Bregeon (ACBB)                  |
| 1982     | Grégoire Rabalnic-Rincourt (RCF)                     | Bruno Drouet (JC Pontarlier)                         | P Oger (JC Villiers-le-Bel) Guy Lebaupin (ACBB)                               |
| 1981     | Éric Maurel (JC Villiers-le-Bel)                     | Grégoire Rabalnic-Rincourt (US Fontenay)             | Patrick Nolin (RCF) Leleu Menassier (JC Villeneuve-sur-Lot)                   |
| 1980     | Thierry Rey (JC Lagny)                               | Guy Lebaupin (ACBB)                                  | Gilles Guttadauro (JC Esterel) Bruno Douet (JC Pontarlier)                    |
| 1979     | Thierry Rey (JC Lagny)                               | Patrick Nolin (RCF)                                  | Éric Maurel (ASPTT Lille) Bruno Douet (JC Pontarlier)                         |
| 1978     | Thierry Rey (JC Lagny)                               | Christian Morlong (RCF)                              | Éric Maurel (ASPTT Lille) Guy Lebaupin (CJC Orléans)                          |
| 1977     | Guy Lebaupin (CJC Orléans)                           | Alain Veret (ASPTT Lille)                            | Lecerf (ASPTT Lille) Jean-Pierre Colleuil (Stade Laurentin)                   |

#### -63 kg (1965-1976)
| Épreuves | Or                                | Argent                                       | Bronze                                                                   |
| -------- | --------------------------------- | -------------------------------------------- | ------------------------------------------------------------------------ |
| 1976     | Michel Algisi (JC Maisons-Alfort) | Jean-Pierre Colleuil (Stade Laurentin)       | Jean-Jacques Mounier (Racing Club de France) Yves Delvingt (CJC Orléans) |
| 1975     | Yves Delvingt (CJC Orléans)       | Jean-Jacques Mounier (Racing Club de France) | Jean-Pierre Colleuil (Stade Laurentin) Alain Veret (ASPTT Lille)         |
| 1974     | Michel Algisi (JC Maisons-Alfort) | Jean-Jacques Mounier (Racing Club de France) | Yves Delvingt (CJC Orléans) Alain Veret (ASPTT Lille)                    |
| 1973     | Jean-Jacques Mounier              | Max Tissot                                   | Pascal Barraco Michel Algisi                                             |
| 1972     | Jean-Jacques Mounier              | Denis Pylypiw                                | Max Tissot Michel Algisi                                                 |
| 1971     | Jean-Jacques Mounier              | Denis Pylypiw                                | Max Tissot Serge Feist                                                   |
| 1970     | Serge Feist                       | Jean-Jacques Mounier                         | René Hecquet Robert Patriarca                                            |
| 1969     | Serge Feist                       | Jean-Claude Meslaye                          | Jean-Jacques Mounier Denis Pylypiw                                       |
| 1968     | Denis Pylypiw                     | Jean-Luc Boileau                             | Jean-Claude Meslaye Serge Feist                                          |
| 1967     | Serge Feist                       | René Hecquet                                 | Jean-Luc Boileau Cau                                                     |
| 1966     | Serge Feist                       | Jean-Claude Meslaye                          | Jean Robert Guy Mondeu                                                   |
| 1965     | Jean Robert                       | Miclo                                        | Genevet Carville                                                         |

#### -65 kg (1977-1996)
| Épreuves | Or                                    | Argent                                  | Bronze                                                                        |
| -------- | ------------------------------------- | --------------------------------------- | ----------------------------------------------------------------------------- |
| 1996     | Christophe Brunet (PSG AJ 77)         | Jean-Luc Las (Levallois SC)             | Grégory Leroux (JC Maisons-Alfort) Manuel Armitano (Stade Laurentin)          |
| 1995     | Ludovic Delacotte (JC Maisons-Alfort) | Larbi Benboudaoud (US Dugny)            | Christophe Brunet (PSG AJ 77) Henri Fabrice (Franche-Comté Judo)              |
| 1994     | Hassene Djimili (JC Montmélian)       | Benoît Campargue (RCF)                  | Hamid Abdoune Christophe Brunet (PSG AJ 77)                                   |
| 1993     | Laurent Calleja (US Orléans)          | Hamid Abdoune                           | Philippe Pradayrol (RCF) Christophe Brunet (US Orléans)                       |
| 1992     | Christophe Brunet (US Orléans)        | Nasser Nechar (JC Maison-Alfort)        | Philippe Pradayrol (ACBB) Gilles Spaggiari (RCF)                              |
| 1991     | Bruno Carabetta (RCF)                 | Nasser Nechar (JC Maison-Alfort)        | Patrick Boirie (La Rochelle Judo) Jean-François Thenier (RCF)                 |
| 1990     | Nasser Nechar (JC Épinay-sous-Sénart) | Patrick Rosso (ACBB)                    | Christophe Brunet (US Orléans) Franck Delcroix (JC Lagny)                     |
| 1989     | Patrick Boirie (ACBB)                 | Hamid Abdoune                           | Nasser Nechar (JC Épinay-sous-Sénart) Christophe Gagliano (JC Maisons-Alfort) |
| 1988     | Bruno Carabetta (RCF)                 | Patrick Demenech (JC Cannes)            | Jean-Pierre Hansen (RCF) Patrick Boirie (ACBB)                                |
| 1987     | Damien Giallurachis (RCF)             | Bruno Carabetta (RCF)                   | Benoît Campargue (RCF) ?                                                      |
| 1986     | Jean-Pierre Hansen (RCF)              | Patrick Boirie (JC Lagny)               | Marc Alexandre (CO Vigneux) Bruno Carabetta (RCF)                             |
| 1985     | Marc Alexandre (CO Vigneux)           | Franck Decroix (JC Lagny)               | Jean-Pierre Hansen (RCF) Patrick Demenech (JC Valbonne)                       |
| 1984     | Marc Alexandre (CO Vigneux)           | Jean-Pierre Hansen (RCF)                | Louis Guiseppi (JC Maison-Alfort) Thierry Rey (JC Lagny)                      |
| 1983     | Thierry Rey (JC Lagny)                | Patrick Massina (ES Beffroi Tours)      | Franck Decroix (Stade Français) Jean-Pierre Hansen (RCF)                      |
| 1982     | Thierry Rey (JC Lagny)                | Guy Delvingt (CJC Orléans)              | Louis Guiseppi (ASPTT Toulon) Marc Alexandre (CO Vigneux)                     |
| 1981     | Thierry Rey (JC Lagny)                | Guy Delvingt (CJC Orléans)              | Louis Guiseppi (ASPTT Toulon) Marc Alexandre (CO Vigneux)                     |
| 1980     | Jean-Pierre Hansen (RCF)              | Yves Delvingt (CJC Orléans)             | Dominique Paolozzi (JC Maisons-Alfort) Guy Delvingt (CJC Orléans)             |
| 1979     | Guy Delvingt (CJC Orléans)            | Ciliberti (RCF)                         | Jacques Bayle (JC Chamalières) Gégoire Rabalnic-Rincourt (US Fontenay)        |
| 1978     | Yves Delvingt (CJC Orléans)           | Gégoire Rabalnic-Rincourt (US Fontenay) | Guy Delvingt (CJC Orléans) Jean-Pierre Hansen (JC Piennes)                    |
| 1977     | Yves Delvingt (CJC Orléans)           | Michel Algisi (JC Maisons-Alfort)       | Dominique Paolozzi (JC Maisons-Alfort) Manigrasso (Toulouse)                  |

#### -66 kg (1997-)
| Épreuves | Or                                                   | Argent                                               | Bronze                                                                             |
| -------- | ---------------------------------------------------- | ---------------------------------------------------- | ---------------------------------------------------------------------------------- |
| 2020     | Édition annulée en raison de la pandémie de Covid-19 | Édition annulée en raison de la pandémie de Covid-19 | Édition annulée en raison de la pandémie de Covid-19                               |
| 2019     | Reda Seddouki (FLAM 91)                              | Hugo Fonghetti (Sucy Judo)                           | Mathias Boucher (Sucy Judo) Kevin Azema (JC Maisons-Alfort)                        |
| 2018     | Kevin Azema (JC Maisons-Alfort)                      | Loic Korval (Olympic Judo Nice)                      | Mathias Boucher (Sucy Judo) Vang-Si Nzaou (RSC Montreuil)                          |
| 2017     | Alexandre Mariac (Blanc-Mesnil)                      | Kevin Azema (JC Maisons-Alfort)                      | Daniel Jean (OM Judo) Alister Ward (AM Asnières)                                   |
| 2016     | Alexandre Mariac (Blanc-Mesnil)                      | David Larose (Sainte-Geneviève Sports)               | Sacha Flament (Olympic Judo Nice) Mathias Boucher (RSC Montreuil)                  |
| 2015     | Mathias Boucher (RSC Montreuil)                      | Farid Ben Ali (JC Chilly-Mazarin)                    | David Larose (Sainte-Geneviève Sports) Kevin Azema (JC Maisons-Alfort)             |
| 2014     | Kilian Le Blouch (FLAM 91)                           | Julien Ottaviani (RSC Montreuil)                     | Dimitri Dragin (Levallois SC) Hugo Fonghetti (Sucy Judo)                           |
| 2013     | Loic Korval (ACBB)                                   | Kilian Le Blouch (FLAM 91)                           | Dimitri Dragin (Levallois SC) Julien Ottaviani (RSC Montreuil)                     |
| 2012     | Kilian Le Blouch (FLAM 91)                           | David Larose (Sainte-Geneviève Sports)               | Mathias Boucher (JC Chilly-Mazarin) Clément Czukiewycz (CO Sartrouville)           |
| 2011     | Loic Korval (ACBB)                                   | Dimitri Dragin (Levallois SC)                        | Romain Poussin (ACBB) Clément Czukiewycz (AM Asnières)                             |
| 2010     | Dimitri Dragin (JC Maisons-Alfort)                   | David Larose (Sainte-Geneviève Sports)               | Kilian Le Blouch (FLAM 91) Pierre Duprat (CO Sartrouville)                         |
| 2010     | David Czukiewycz (AM Asnières)                       | Benoît Dinel (CPB Rennes Judo)                       | Sébastien Berthelot (Lagardère Paris Racing) Maxime Le Goanvic (JC Chilly-Mazarin) |
| 2009     | Alexandre Cardonnel (JC Chilly-Mazarin)              | Sébastien Berthelot (BC Thiais)                      | Jérémy Andrieu (JC Maisons-Alfort) Franck Party (Épouville JC)                     |
| 2008     | Jérémy Andrieu (JC Maisons-Alfort)                   | Stéphane Trompille (JC Maisons-Alfort)               | Alexandre Cardonnel (JC Chilly-Mazarin) David Larose (Sainte-Geneviève Sports)     |
| 2008     | Jérémy Andrieu (JC Maisons-Alfort)                   | Stéphane Trompille (JC Maisons-Alfort)               | Alexandre Cardonnel (JC Chilly-Mazarin) David Larose (Sainte-Geneviève Sports)     |
| 2007     | Jordan Amoros (Levallois SC)                         | Guillaume Chaine (Paris Judo)                        | Christophe Besnard (US Orléans) Ahmed Ould-Saïd (RCF)                              |
| 2006     | Christophe Besnard (US Orléans)                      | Ahmed Ould-Saïd (RCF)                                | Benjamin Darbelet (ADJ 21) Samir Bouheraoua (BC Thiais)                            |
| 2005     | Benjamin Darbelet (ADJ 21)                           | Stéphane Biez (RCF)                                  | Nicolas Mossion (US Orléans) Samir Bouheraoua (Sainte-Geneviève Sports)            |
| 2004     | Christophe Besnard (Stade toulousain)                | Samir Bouheraoua (Sainte-Geneviève Sports)           | Bruno Mure (Paris Judo) Stéphane Biez (RCF)                                        |
| 2003     | Benjamin Darbelet (ADJ 21)                           | Yann Duprat (Levallois SC)                           | Larbi Benboudaoud (US Dugny) Stéphane Biez (RCF)                                   |
| 2002     | Christophe Besnard (Stade toulousain)                | Stéphane Biez (RCF)                                  | Benjamin Darbelet (ADJ 21) Sébastien Girardey                                      |
| 2001     | Benjamin Darbelet (ADJ 21)                           | Ludovic Delacotte                                    | Bruno Mure (Paris Judo) Manuel Armitano (Stade Laurentin)                          |
| 2000     | ?                                                    | ?                                                    | ?                                                                                  |
| 1999     | Laurent Cormao                                       | Franck Bellard (Paris Judo)                          | Ludovic Bimont Manuel Armitano (Stade Laurentin)                                   |
| 1998     | Grégory Leroux (JC Maisons-Alfort)                   | Manuel Armitano (Stade Laurentin)                    | Olivier Barrouihet Jérôme Lollier                                                  |
| 1997     | Manuel Armitano (Stade Laurentin)                    | Stéphane Biez (RCF)                                  | Franck Bellard (Paris Judo) Bertrand Mayer (JC Marnaval Saint-Dizier)              |

#### -68 kg (1961-1964)
| Épreuves | Or             | Argent            | Bronze                        |
| -------- | -------------- | ----------------- | ----------------------------- |
| 1964     | ?              | ?                 | ?                             |
| 1963     | André Bourreau | Novovitch         | Jean Robert Michel Lesturgeon |
| 1962     | André Bourreau | Robert Forestier  | Armand Bourreau Gardet        |
| 1961     | André Bourreau | Michel Lesturgeon | Jacques Pujol Bajard          |

#### -70 kg (1965-1976)
| Épreuves | Or                                 | Argent                             | Bronze                                                                    |
| -------- | ---------------------------------- | ---------------------------------- | ------------------------------------------------------------------------- |
| 1976     | Patrick Vial (JC Maisons-Alfort)   | Gérard Gautier (ACBB)              | Désiré Danielli (JC Villeneuve-sur-Lot) Alain Landart (JC Maisons-Alfort) |
| 1975     | Gérard Gautier (JC Maisons-Alfort) | Patrick Vial (JC Maisons-Alfort)   | Robert Carles (JC Aubagne) Alain Landart (Le Perreux)                     |
| 1974     | Alain Landart (Le Perreux)         | Gérard Gautier (JC Maisons-Alfort) | Alain Chaudesseigne (JC Aubagne) Sylvestre (JC Catalan)                   |
| 1973     | Patrick Vial                       | François Christa                   | Gérard Gautier Guy Tissot                                                 |
| 1972     | Patrick Vial                       | Georges Benelli                    | Gérard Gautier Pierre Guichard                                            |
| 1971     | Christian Desmet                   | Pierre Guichard                    | Gérard Gautier Patrick Vial                                               |
| 1970     | Patrick Vial                       | Gérard Gautier                     | Belly Legrand                                                             |
| 1969     | Pierre Guichard                    | Jean Lamy                          | Jean Gaillou Christian Desmet                                             |
| 1968     | Jean Gaillou                       | Pierre Guichard                    | Roland Hatchikian Christian Desmet                                        |
| 1967     | Armand Desmet                      | Pierre Guichard                    | Jean Gaillou Armand Bourreau                                              |
| 1966     | Armand Desmet                      | Claude Mesenburg                   | Armand Bourreau Roland Hatchikian                                         |
| 1965     | André Bourreau                     | Michel Lesturgeon                  | Jean Gaillou Lohezic                                                      |

#### -71 kg (1977-1996)
| Épreuves | Or                                      | Argent                                  | Bronze                                                                     |
| -------- | --------------------------------------- | --------------------------------------- | -------------------------------------------------------------------------- |
| 1996     | Franck Lefebvre (AM Puget-sur-Argens)   | Daniel Fernandes (US Orléans)           | Guillaume Fort (ACBB) Jessy Euclide (PSG AJ 77)                            |
| 1995     | Daniel Fernandes (US Orléans)           | Ferrid Kheder (US Orléans)              | Christophe Gagliano (JC Maisons-Alfort) Christophe Leprêtre (Blanc-Mesnil) |
| 1994     | Jérôme Henric (Blanc-Mesnil)            | Christophe Leprêtre (Blanc-Mesnil)      | Daniel Fernandes (US Orléans) Christophe Massina (UJ 37 Tours)             |
| 1993     | Christophe Gagliano (JC Maisons-Alfort) | Christophe Massina (UJ 37 Tours)        | Philippe Taurines (PSG AJ 77) Jean-François Thenier (ACBB)                 |
| 1992     | Patrick Rosso (US Orléans)              | Christophe Gagliano (JC Maisons-Alfort) | Philippe Taurines (JC Lagny) Marc Verillotte (RCF)                         |
| 1991     | Philippe Taurines (JC Lagny)            | Bertrand Damaisin (RCF)                 | Philippe Waydelich (CJ Strasbourg) Angelo Carabetta (RCF)                  |
| 1990     | Richard Melillo (ACBB)                  | Philippe Taurines (JC Lagny)            | Pascal Bozo (Sainte-Geneviève Sports) Olivier Depierre (US Orléans)        |
| 1989     | Pascal Bozo (Sainte-Geneviève Sports)   | Jean-Pierre Hansen (RCF)                | Vincent Vielle-Marchiset (ACBB) Philippe Taurines (US Orléans)             |
| 1988     | Serge Caytan (JC Villiers-le-Bel)       | Patrick Massina (US Orléans)            | Karl Spinosa (Stade Laurentin) Marc Alexandre (US Orléans)                 |
| 1987     | Richard Melillo (ACBB)                  | Marc Alexandre (US Orléans)             | Olivier Depierre (ACBB) Louis Guiseppi (JC Maisons-Alfort)                 |
| 1986     | Richard Melillo (ACBB)                  | Marc Houget (RCF)                       | Max Gadon (JC Villersois) Serge Dyot (JC Lagny)                            |
| 1985     | Claude Guillaume (JC Villiers-le-Bel)   | William Behague (ACS Peugeot-Mulhouse)  | Max Gadon (JC Villersois) Serge Dyot (JC Lagny)                            |
| 1984     | Serge Dyot (JC Lagny)                   | Christian Dyot (JC Lagny)               | Philippe Taurines (JC Pontarlier) Richard Melillo (SMC Marseille)          |
| 1983     | Richard Melillo (Budo Marseille)        | Marcel Pietri (RCF)                     | Christian Dyot (JC Lagny) Claude Guillaume (USM Senonches)                 |
| 1982     | Christian Dyot (RCF)                    | Marcel Pietri (ASPTT Nice)              | Serge Dyot (JC Lagny) Stéphane Libert (JC Villiers-le-Bel)                 |
| 1981     | Désiré Danielli (ACBB)                  | Serge Dyot (JC Lagny)                   | Marcel Pietri (ASPTT Nice) Jean-Michel Berthet (JC Lagny)                  |
| 1980     | Daniel Véret (ASPTT Lille)              | Serge Dyot (JC Lagny)                   | Marcel Pietri (ASPTT Nice) Gérard Gautier (ACBB)                           |
| 1979     | Christian Dyot (RCF)                    | Alain Landart (JC Maisons-Alfort)       | Daniel Véret (ASPTT Lille) Jean-Pierre Decosterd (JC Cognac)               |
| 1978     | Gérard Gauthier (ACBB)                  | Lionel Langlais (JC Coulommiers)        | Jean-Luc Breton (JC Villiers-le-Bel) Alain Landart (JC Maisons-Alfort)     |
| 1977     | Alain Landart (JC Maisons-Alfort)       | Patrick Vial (JC Maisons-Alfort)        | Désiré Danielli (JC Villeneuve-sur-Lot) Daniel Véret (ASPTT Lille)         |

#### -73 kg (1997-)
| Épreuves | Or                                                   | Argent                                               | Bronze                                                                    |
| -------- | ---------------------------------------------------- | ---------------------------------------------------- | ------------------------------------------------------------------------- |
| 2020     | Édition annulée en raison de la pandémie de Covid-19 | Édition annulée en raison de la pandémie de Covid-19 | Édition annulée en raison de la pandémie de Covid-19                      |
| 2019     | Benjamin Axus (AJA Paris 20e)                        | Lucas Otmane (Olympic Judo Nice)                     | Pierre Duprat (Blanc-Mesnil) Théo Riquin (Sainte-Geneviève Sports)        |
| 2018     | Lucas Otmane (Olympic Judo Nice)                     | Sacha Flament (Olympic Judo Nice)                    | Benjamin Axus (AJA Paris 20e) Guillaume Chaine (Blanc-Mesnil)             |
| 2017     | Julien La Rocca (Sainte-Geneviève Sports)            | Lucas Otmane (Olympic Judo Nice)                     | Pierre Duprat (Blanc-Mesnil) Guillaume Chaine (Blanc-Mesnil)              |
| 2016     | Benjamin Axus (AJA Paris 20e)                        | Loïc Korval (FLAM 91)                                | Florent Urani (US Orléans) Tristan Avaliani (CO Sartrouville)             |
| 2015     | Arthur Clerget (JC Marnaval Saint-Dizier)            | Benjamin Axus (AJA Paris 20e)                        | Franck Party (Franche-Comté Judo Besançon) Sammy Tamellin (RSC Montreuil) |
| 2014     | Guillaume Chaine (US Métro)                          | Jordan Amoros (RSC Montreuil)                        | Jonathan Allardon (ACBB) Ludovic Cavallera (Blanc-Mesnil)                 |
| 2013     | Pierre Duprat (Levallois SC)                         | Arthur Clerget (JC Marnaval Saint-Dizier)            | Jonathan Allardon (ACBB) Guillaume Chaine (US Métro)                      |
| 2012     | Pierre Duprat (Levallois SC)                         | Florent Urani (Sainte-Geneviève Sports)              | Benjamin Darbelet (Levallois SC) Guillaume Chaine (ACBB)                  |
| 2011     | Gilles Bonhomme (ACBB)                               | Ugo Legrand (US Orléans)                             | Benjamin Darbelet (Levallois SC) Jonathan Allardon (Olympic Judo Nice)    |
| 2010     | Benjamin Darbelet (Levallois SC)                     | Ugo Legrand (US Orléans)                             | Jordan Amoros (Levallois SC) Johann Étienne (AM Asnières)                 |
| 2010     | Benjamin Darbelet (Levallois SC)                     | Guillaume Chaine (Nice Judo)                         | Ronald Alger (Lagardère Paris Racing) Arnaud Blanc (Nice Judo)            |
| 2009     | Mohamed Riad (BC Thiais)                             | Laurent Meseguer (CO Sartrouville)                   | Gilles Bonhomme (ACBB) Mickaël Remilien (JC Maisons-Alfort)               |
| 2008     | Nicolas Mussard (AJ Limoges)                         | Gilles Bonhomme (ACBB)                               | Samir Bouheraoua (BC Thiais) Ronald Alger (Lagardère Paris Racing)        |
| 2007     | Christophe Barata (Franche-Comté Judo)               | Yohann Suau (JC Monaco)                              | Samir Bouheraoua (BC Thiais) Gilles Bonhomme (ACBB)                       |
| 2006     | David Euranie (Levallois SC)                         | Johann Étienne (Levallois SC)                        | Guillaume Fort (ACBB) Anthony Fritsch (ADJ 21)                            |
| 2005     | David Euranie (Levallois SC)                         | Guillaume Fort (ACBB)                                | Alain Schmitt (RCF) Daniel Fernandes (US Orléans)                         |
| 2004     | Anthony Fritsch (ADJ 21)                             | Guillaume Fort (Stade toulousain)                    | David Ducanovic (SO Givors) Frédéric Floret (RCF)                         |
| 2003     | Anthony Fritsch (ADJ 21)                             | Frédéric Floret (RCF)                                | Gilles Bonhomme Guillaume Fort (Stade toulousain)                         |
| 2002     | Bertrand Amoussou (JC Maison-Alfort)                 | David Euranie (Levallois SC)                         | Xavier Moulin (JC Épinay-sous-Sénart) Larbi Benboudaoud (US Dugny)        |
| 2001     | Christophe Massina (UJ 37 Tours)                     | Daniel Fernandes                                     | Christophe Gagliano (JC Maisons-Alfort) Ferrid Kheder (US Orléans)        |
| 2000     | ?                                                    | ?                                                    | ?                                                                         |
| 1999     | Christophe Massina (UJ 37 Tours)                     | Christophe Gagliano (JC Maisons-Alfort)              | Anthony Rodriguez Ferrid Kheder (US Orléans)                              |
| 1998     | Christophe Gagliano (JC Maisons-Alfort)              | Christophe Leprêtre (Blanc-Mesnil)                   | Guillaume Fort (ACBB) Cédric Bertheau (US Orléans)                        |
| 1997     | Jessy Euclide (PSG AJ 77)                            | Christophe Leprêtre (Blanc-Mesnil)                   | Guillaume Fort (ACBB) Ferrid Kheder (US Orléans)                          |

#### -78 kg (1977-1996)
| Épreuves | Or                                       | Argent                                   | Bronze                                                                   |
| -------- | ---------------------------------------- | ---------------------------------------- | ------------------------------------------------------------------------ |
| 1996     | David Inquel (RCF)                       | Pierre Flamand (RCF)                     | Cédric Claverie (Levallois SC) Laurent François (US Orléans)             |
| 1995     | Darcel Yandzi (US Orléans)               | Alvaro Paseyro (ACBB)                    | Alexis Landais (Blanc-Mesnil) Laurent François (US Orléans)              |
| 1994     | Alvaro Paseyro (ACBB)                    | Darcel Yandzi (US Orléans)               | David Inquel (Blanc-Mesnil) Alain Arnault (Levallois SC)                 |
| 1993     | Bertrand Damaisin (RCF)                  | Stéphane Frémont (JC Maisons-Alfort)     | Djamel Bouras (JC Épinay) Alvaro Paseyro (ACBB)                          |
| 1992     | Darcel Yandzi (JC Épinay)                | Laurent François (US Orléans)            | Jean-Baptiste Givord (JC Longjumeau) Alvaro Paseyro (ACBB)               |
| 1991     | Stéphane Libert (JKC Boulogne-sur-Mer)   | Bertrand Amoussou (JC Maison-Alfort)     | Frédéric Feuillet (JC Maison-Alfort) Gilles Musquin (US Orléans)         |
| 1990     | Bertrand Amoussou (JC Maison-Alfort)     | Stéphane Libert (JKC Boulogne-sur-Mer)   | Frédéric Feuillet (JC Maison-Alfort) Gilles Nahon (Saint-Laurent du Var) |
| 1989     | Jean-Michel Berthet (JC Villiers-le-Bel) | Gilles Nahon (Stade Laurentin)           | Christophe Hosteau (EJC Reims) Daniel Duquesnoy (JC Villiers-le-Bel)     |
| 1988     | Pascal Tayot (ACBB)                      | Jean-Michel Berthet (JC Villiers-le-Bel) | Marcel Pietri (RCF) Stéphane Libert (JC Villiers-le-Bel)                 |
| 1987     | Jean-Michel Berthet (JC Villiers-le-Bel) | Serge Dyot (JC Lagny)                    | Marcel Pietri (RCF) Stéphane Libert (JC Villiers-le-Bel)                 |
| 1986     | Michel Nowak (RCF)                       | Stéphane Libert (JC Villiers-le-Bel)     | Marcel Pietri (RCF) Jean-Michel Berthet (JC Villiers-le-Bel)             |
| 1985     | Michel Nowak (RCF)                       | Stéphane Libert (JC Villiers-le-Bel)     | Marcel Pietri (RCF) Pascal Tayot (JC Trappes)                            |
| 1984     | Michel Nowak (RCF)                       | Jean-Michel Berthet (JC Villiers-le-Bel) | Stéphane Libert (JC Villiers-le-Bel) Marc Delvingt (US Orléans)          |
| 1983     | Didier Menu (US Orléans)                 | Jean-Michel Berthet (JC Villiers-le-Bel) | Jean-Pierre Gibert (ACBB) Louis Draghi (JC Le Perreux)                   |
| 1982     | Michel Nowak (Stade Laurentin)           | Didier Menu (US Orléans)                 | Jean-Pierre Gibert (ACBB) Louis Draghi (JC Le Perreux)                   |
| 1981     | Michel Nowak (Stade Laurentin)           | Jacques Bourgeois (RCF)                  | Jean-Pierre Gibert (ACBB) Gilles Porcher (JC Lagny)                      |
| 1980     | Michel Nowak (Stade Laurentin)           | Jean-Pierre Gibert (ACBB)                | Bernard Tchoullouyan (ASPTT Marseille) Lionel Langlais (US Créteil)      |
| 1979     | Bernard Tchoullouyan (ASPTT Marseille)   | Jean-Pierre Gibert (ACBB)                | Gilles Porcher (JC Vence) Didier Janicot (JC Maisons-Alfort)             |
| 1978     | Bernard Tchoullouyan (ASPTT Marseille)   | Didier Janicot (JC Maisons-Alfort)       | Louis Draghi (JC Le Perreux) Stéphane Libert (JC Villiers-le-Bel)        |
| 1977     | Bernard Tchoullouyan (ASPTT Marseille)   | Didier Menu (ASPTT Lille)                | Claude Guérin (AS Préfecture de Police) Alessi (UJ Marseille)            |

#### -80 kg (1961-1976)
| Épreuves | Or                                     | Argent                           | Bronze                                                           |
| -------- | -------------------------------------- | -------------------------------- | ---------------------------------------------------------------- |
| 1976     | Jean-Paul Coche (RCF)                  | Guy Auffray (JC Maisons-Alfort)  | Bernard Tchoullouyan (ASPTT Marseille) Jean-Pierre Gibert (ACBB) |
| 1975     | Bernard Tchoullouyan (ASPTT Marseille) | Patrick Amet (JC Limousin)       | Marc Bolland (JC Maisons-Alfort) Jean-Pierre Gibert (JC Brionne) |
| 1974     | Jean-Paul Coche (RCF)                  | Jean-Luc Steimer (JC Pontarlier) | Claude Guérin (AS Préfecture de Police) Michel Sanchis (RCF)     |
| 1973     | Guy Auffray (JC Maisons-Alfort)        | Claude Guérin                    | Jean-Paul Coche Gallavardin                                      |
| 1972     | Guy Auffray (JC Maisons-Alfort)        | Jean-Paul Coche                  | Patrick Clément Jacques Noris                                    |
| 1971     | Guy Auffray (JC Maisons-Alfort)        | Jacques Noris                    | Alain Nalis Rainaut                                              |
| 1970     | Jean-Paul Coche                        | Guy Auffray (JC Maisons-Alfort)  | Daniel Pinatel Jean-Jacques Flerchinger                          |
| 1969     | Jacques Noris                          | Guy Auffray (JC Maisons-Alfort)  | Jean-Paul Coche Jean-Jacques Flerchinger                         |
| 1968     | Patrick Clément                        | Félix Chevallier                 | Jean-Paul Coche Jacques Noris                                    |
| 1967     | Patrick Clément                        | Jacques Noris                    | Jean-Paul Coche Goby                                             |
| 1966     | Jean-Jacques Flerchinger               | Michel Yacoubovitch              | Gérard Buc Grisvard                                              |
| 1965     | Patrick Clément                        | Lionel Grossain                  | Félix Chevallier Gérard Buc                                      |
| 1964     | ?                                      | ?                                | ?                                                                |
| 1963     | Jacques Le Berre                       | Lionel Grossain                  | Marcel Nottola Michel Yacoubovitch                               |
| 1962     | Lionel Grossain                        | Jacques Noris                    | Raymond Moreau Delpech                                           |
| 1961     | Lionel Grossain                        | Jacques Le Berre                 | Claude Urvoy Delpech                                             |

#### -81 kg (1997-)
| Épreuves | Or                                                   | Argent                                               | Bronze                                                                             |
| -------- | ---------------------------------------------------- | ---------------------------------------------------- | ---------------------------------------------------------------------------------- |
| 2020     | Édition annulée en raison de la pandémie de Covid-19 | Édition annulée en raison de la pandémie de Covid-19 | Édition annulée en raison de la pandémie de Covid-19                               |
| 2019     | Quentin Joubert (Sainte-Geneviève Sports)            | Joris Guillot-Rosselot (Dojo Nantais)                | Nicolas Chilard (JC Chilly-Mazarin) Brahima Keita (FLAM 91)                        |
| 2018     | Nicolas Chilard (JC Chilly-Mazarin)                  | Giga Abuashvili (ASPTT Bordeaux)                     | Baptiste Pierre (Blanc-Mesnil) Alpha Oumar Djalo (JC Chilly-Mazarin)               |
| 2017     | Quentin Joubert (Sainte-Geneviève Sports)            | Christ Gengoul (AJA Paris 20e)                       | Baptiste Pierre (JC Pontault-Combault) Alpha Oumar Djalo (RCF)                     |
| 2016     | Pape Doudou Ndiaye (Sucy Judo)                       | Baptiste Pierre (ACBB)                               | Guillaume Riou (JC Maisons-Alfort) Nicolas Chilard (JC Chilly-Mazarin)             |
| 2015     | Jonathan Allardon (ACBB)                             | Quentin Joubert (Sainte-Geneviève Sports)            | Benoit Collin (JC Chilly-Mazarin) Dimitri Gomes Tavares (CO Sartrouville)          |
| 2014     | Dimitri Gomes Tavares (CO Sartrouville)              | Antoine Jeannin (US Orléans)                         | Julian Kermarrec (Sainte-Geneviève Sports) Mehdi Tobrouki (Sucy Judo)              |
| 2013     | Guillaume Riou (FLAM 91)                             | Timothée Besland (ADJ 21)                            | Julian Kermarrec (Sainte-Geneviève Sports) Mehdi Tobrouki (Sucy Judo)              |
| 2012     | Aurélien Leroy (ACBB)                                | Dimitri Gomes Tavares (CO Sartrouville)              | Joris Guillot-Rosselot (Dojo Nantais) Quentin Joubert (Sainte-Geneviève Sports)    |
| 2011     | Guillaume Riou (AJ 91 LM)                            | Mehdi Tobrouki (Sucy Judo)                           | Julian Kermarrec (Sainte-Geneviève Sports) Axel Clerget (JC Marnaval Saint-Dizier) |
| 2010     | Antoine Jeannin (Lagardère Paris Racing)             | Alain Schmitt (Levallois SC)                         | Abderrahim Alaoui (JC Chilly-Mazarin) Axel Clerget (JC Marnaval Saint-Dizier)      |
| 2010     | Antoine Jeannin (Lagardère Paris Racing)             | Vincent Boussiron (Olympic Judo Nice)                | Bastien Puget (Lagardère Paris Racing) Maxime Aminot (Sainte-Geneviève Sports)     |
| 2009     | Alain Schmitt (Levallois SC)                         | Christophe Barata (Franche-Comté Judo)               | Axel Clerget (JC Marnaval Saint-Dizier) Antoine Jeannin (Lagardère Paris Racing)   |
| 2008     | Anthony Fritsch (ADJ 21)                             | Benjamin Roux (JC Maisons-Alfort)                    | Alain Schmitt (Levallois SC) Alexandre Lhomme (Franche-Comté Judo)                 |
| 2007     | Antoine Jeannin (RCF)                                | Alain Schmitt (RCF)                                  | Anthony Rodriguez (US Orléans) Daniel Belliard (CO Sartrouville)                   |
| 2006     | Benjamin Roux (JC Maisons-Alfort)                    | Roland Wolska (ACBB)                                 | David Zahirovic (JC Maisons-Alfort) Daniel Belliard (CO Sartrouville)              |
| 2005     | Daniel Belliard (CO Sartrouville)                    | Benjamin Roux (JC Maisons-Alfort)                    | André Allard (JC Maisons-Alfort) Cédric Claverie (Levallois SC)                    |
| 2004     | Anthony Rodriguez (US Orléans)                       | Darcel Yandzi (ACBB)                                 | André Allard (JC Maisons-Alfort) Sylvio Adigery (Paris Judo)                       |
| 2003     | Sylvio Adigery (Paris Judo)                          | Laurent Jouanneau                                    | Darcel Yandzi (ACBB) David Zahirovic                                               |
| 2002     | Cédric Claverie (Levallois SC)                       | Meheddi Khaldoun (US Orléans)                        | Sylvio Adigery Anthony Rodriguez                                                   |
| 2001     | Darcel Yandzi (ACBB)                                 | André Allard (JC Maisons-Alfort)                     | Christophe Leprêtre Laurent Jouanneau                                              |
| 2000     | Marc Semonin                                         | Patrice Poissant                                     | Christophe Humbert Jacky Boju                                                      |
| 1999     | Marc Semonin                                         | André Allard                                         | Sylvio Adigery Cédric Claverie (Levallois SC)                                      |
| 1998     | Meheddi Khaldoun (US Orléans)                        | Brahima Guindo                                       | Christophe Humbert Jacky Boju                                                      |
| 1997     | Bertrand Damaisin (RCF)                              | Stéphane Nomis (JC Longjumeau)                       | Sylvio Adigery Jacky Boju                                                          |

#### +80 kg (1961-1964)
| Épreuves | Or               | Argent               | Bronze                        |
| -------- | ---------------- | -------------------- | ----------------------------- |
| 1964     | ?                | ?                    | ?                             |
| 1963     | Jacques Le Berre | Jean-Pierre Damaisin | Michel Bourgoin Georges Gress |
| 1962     | Georges Gress    | Michel Bourgoin      | Maymat Coiffier               |
| 1961     | Jean Desailly    | Matthieu Vallauri    | Bernard Lenormand Tissot      |

#### -86 kg (1977-1996)
| Épreuves | Or                                        | Argent                                  | Bronze                                                               |
| -------- | ----------------------------------------- | --------------------------------------- | -------------------------------------------------------------------- |
| 1996     | Vincenzo Carabetta (US Orléans)           | Stéphane Nomis (JC Longjumeau)          | Frédéric Demontfaucon (PSG AJ 77) Tarnaz Saakachvili (RCF)           |
| 1995     | Tarnaz Saakachvili (RCF)                  | Stéphane Nomis (JC Longjumeau)          | Alexandre Borderieux (US Orléans) Fabrice Mathieu (RCF)              |
| 1994     | Vincenzo Carabetta (US Orléans)           | Pascal Joseph-Rose (ACBB)               | Ghislain Lemaire (Franche-Comté Judo) Frédéric Demontfaucon (ADJ 21) |
| 1993     | Vincenzo Carabetta (ACS Peugeot-Mulhouse) | Tarnaz Saakachvili (RCF)                | Mohamed Kheli (ASPTT Lille) Pascal Joseph-Rose (ACBB)                |
| 1992     | Alexandre Borderieux (JC Étampes)         | Pascal Joseph-Rose (ACBB)               | Karim Slimani (JC Maisons-Alfort) Vincenzo Carabetta (RCF)           |
| 1991     | Jean-Louis Geymond (US Orléans)           | Fabien Canu (US Orléans)                | Gilles Leibnitz (JC Maisons-Alfort) Arnaud Perrier (RCF)             |
| 1990     | Pascal Tayot (ACBB)                       | Olivier Quelin (JC Épinay)              | Karim Slimani (JC Vienne) Michel Nowak (RCF)                         |
| 1989     | Fabien Canu (US Orléans)                  | Arnaud Perrier (RCF)                    | Jean-Paul Levrel (JC Lagny) Jean-Louis Geymond (US Orléans)          |
| 1988     | Arnaud Perrier (RCF)                      | Michel Nowak (RCF)                      | Laurent Calise (JC Aubagne) Jean-Louis Geymond (US Orléans)          |
| 1987     | Fabien Canu (US Orléans)                  | Pierre Vachon (AS Préfecture de Police) | Louis Draghi (JC Le Perreux) Jean-Louis Geymond (US Orléans)         |
| 1986     | Fabien Canu (US Orléans)                  | François Fournier (US Orléans)          | Pascal Tayot (ACBB) Patrice Blin (ASVO Paris)                        |
| 1985     | François Fournier (US Orléans)            | Fabien Canu (US Orléans)                | Jean-Paul Levrel (JC Lagny) Bruno Chedaille (MJU Avignon)            |
| 1984     | François Fournier (US Orléans)            | Gilles Billi (FC Sochaux)               | Bertrand Bonelli (RCF) Didier Houssais (JC Lagny)                    |
| 1983     | Fabien Canu (US Orléans)                  | Bertrand Bonelli (RCF)                  | François Fournier (US Orléans) Didier Houssais (JC Lagny)            |
| 1982     | Michel Sanchis (RCF)                      | François Fournier (US Orléans)          | Bertrand Bonelli (RCF) Bernard Tchoullouyan (ASPTT Marseille)        |
| 1981     | Bernard Tchoullouyan (ASPTT Marseille)    | Michel Sanchis (RCF)                    | Didier Janicot (JC Maisons-Alfort) François Fournier (ASC Amiens)    |
| 1980     | Jean-Pierre Tripet (ACBB)                 | Roger Hairabedian (RCF)                 | Michel Sanchis (RCF) Michel Brousse (JC Toulouse)                    |
| 1979     | Bertrand Bonelli (RCF)                    | Michel Sanchis (RCF)                    | Jean-Philippe Dagneau (JC Lagny) Roland Delvingt (US Orléans)        |
| 1978     | Jean-Pierre Tripet (ACBB)                 | Bertrand Bonelli (RCF)                  | Roger Hairabedian (RCF) Hervé Hiolle (ASPPT Lille Metropole)         |
| 1977     | Gérard Decherchi (JC Le Raincy)           | Jean-Pierre Tripet (ACBB)               | Roger Hairabedian (RCF) Max Hairabedian (JC Aubagne)                 |

#### -90 kg (1997-)
| Épreuves | Or                                                   | Argent                                               | Bronze                                                                                |
| -------- | ---------------------------------------------------- | ---------------------------------------------------- | ------------------------------------------------------------------------------------- |
| 2020     | Édition annulée en raison de la pandémie de Covid-19 | Édition annulée en raison de la pandémie de Covid-19 | Édition annulée en raison de la pandémie de Covid-19                                  |
| 2019     | Aurélien Diesse (Blanc-Mesnil)                       | Alexis Mathieu (JC Chilly-Mazarin)                   | Loris Tassier (CO Sartrouville) Maxime Aminot (Blanc-Mesnil)                          |
| 2018     | Julian Kermarrec (Sainte-Geneviève Sports)           | Loris Tassier (CO Sartrouville)                      | Maxime Aminot (Blanc-Mesnil) Alexis Mathieu (JC Chilly-Mazarin)                       |
| 2017     | Ibrahim Keita (FLAM 91)                              | Lorenzo Perricone (OM Judo)                          | Julian Kermarrec (Sainte-Geneviève Sports) Steeve Lamarque (UJ Brive)                 |
| 2016     | Ludovic Gobert (Sainte-Geneviève Sports)             | Aurélien Diesse (AS Bondy)                           | Maxime Aminot (Sainte-Geneviève Sports) Valentin Jourdan (RSC Montreuil)              |
| 2015     | Ludovic Gobert (Sainte-Geneviève Sports)             | Romain Buffet (US Orléans)                           | Pierre-Louis Guerin (Franche-Comté Judo Besançon) Anthony Laignes (JC Maisons-Alfort) |
| 2014     | Ludovic Gobert (Sainte-Geneviève Sports)             | Axel Clerget (Sucy Judo)                             | Romain Buffet (US Orléans) Nicolas Brisson (ACBB)                                     |
| 2013     | Alexandre Iddir (Levallois SC)                       | Romain Buffet (US Orléans)                           | Ludovic Gobert (Sainte-Geneviève Sports) Sylvain El Faiz (RSC Montreuil)              |
| 2012     | Vincent Massimino (CO Sartrouville)                  | Romain Buffet (US Orléans)                           | Alexandre Iddir (Levallois SC) Axel Clerget (JC Marnaval Saint-Dizier)                |
| 2011     | Ludovic Gobert (Sainte-Geneviève Sports)             | Nicolas Brisson (ACBB)                               | Alexandre Iddir (Levallois SC) Vincent Massimino (CO Sartrouville)                    |
| 2010     | Anthony Laignes (JC Maisons-Alfort)                  | Lloyd Soetens (JC Chilly-Mazarin)                    | Clément Legoux (JC Marnaval Saint-Dizier) Massamba M'Baye (Franche-Comté Judo)        |
| 2010     | Romain Buffet (Lagardère Paris Racing)               | Roman Wolska (Olympic Judo Nice)                     | Anthony Laignes (JC Maisons-Alfort) Ludovic Gobert (Sainte-Geneviève Sports)          |
| 2009     | Yves-Matthieu Dafreville (Levallois SC)              | Nicolas Brisson (ACBB)                               | Vincent Massimino (Levallois SC) Meheddi Khaldoun (US Orléans)                        |
| 2008     | Nicolas Brisson (ACBB)                               | Vincent Massimino (Levallois SC)                     | Frédéric Stiegelmann (Lagardère Paris Racing) Romain Buffet (Lagardère Paris Racing)  |
| 2007     | Frédéric Demontfaucon (Sainte-Geneviève Sports)      | Meheddi Khaldoun (US Orléans)                        | Yves-Matthieu Dafreville (Levallois SC) Nicolas Brisson (ACBB)                        |
| 2006     | Meheddi Khaldoun (US Orléans)                        | Yves-Matthieu Dafreville (Levallois SC)              | Frédéric Stiegelmann (BC Thiais) Frédéric Demontfaucon (Sainte-Geneviève Sports)      |
| 2005     | Christophe Humbert (Franche-Comté Judo)              | Frédéric Demontfaucon (Sainte-Geneviève Sports)      | Frédéric Stiegelmann (BC Thiais) Franck David (USJ 86)                                |
| 2004     | David Bozouklian (ACBB)                              | Thierry Fabre (AJ Limoges)                           | Frédéric Stiegelmann (Dojo 78) Christophe Humbert (Franche-Comté Judo)                |
| 2003     | David Bozouklian (ACBB)                              | Vincenzo Carabetta                                   | Frédéric Demontfaucon (PSG AJ 77) Arnaud Touré (Sainte-Geneviève Sports)              |
| 2002     | Frédéric Demontfaucon (PSG AJ 77)                    | Vincenzo Carabetta                                   | David Bozouklian (ACBB) Lionel Hugonnier (Paris Judo)                                 |
| 2001     | Frédéric Demontfaucon (PSG AJ 77)                    | Vincenzo Carabetta                                   | David Bozouklian (ACBB) Stéphane Mongellas                                            |
| 2000     | ?                                                    | ?                                                    | ?                                                                                     |
| 1999     | Frédéric Demontfaucon (PSG AJ 77)                    | Tarnaz Saakachvili (RCF)                             | Arnaud Touré (Sainte-Geneviève Sports) Lionel Hugonnier (Paris Judo)                  |
| 1998     | Frédéric Demontfaucon (PSG AJ 77)                    | Tarnaz Saakachvili (RCF)                             | David Bozouklian Lionel Hugonnier (Paris Judo)                                        |
| 1997     | Lionel Hugonnier (Paris Judo)                        | Pascal Joseph-Rose (ACBB)                            | Stéphane Mongellas Arnaud Touré (Sainte-Geneviève Sports)                             |

#### -93 kg (1965-1976)
| Épreuves | Or                    | Argent                             | Bronze                                                              |
| -------- | --------------------- | ---------------------------------- | ------------------------------------------------------------------- |
| 1976     | Jean-Luc Rougé (ACBB) | Angelo Parisi (Mistral JC Avignon) | Jean-Claude Bastien (JC Maisons-Alfort) Jean Donzel (JC Le Vésinet) |
| 1975     | Jean-Luc Rougé (ACBB) | Gérard Decherchi (JC Le Raincy)    | Jean-Claude Bastien (JC Maisons-Alfort) Jean Donzel (Le Vésinet)    |
| 1974     | Jean-Luc Rougé (RCF)  | Gérard Decherchi (JC Le Raincy)    | Patrick Dalia (RCF) Jean-Pierre Tripet (Bas-Meudon)                 |
| 1973     | Jean-Luc Rougé        | Patrick Dalia                      | Pierre Brousse Laurent Villiers                                     |
| 1972     | Laurent Villiers      | Gérard Decherchi                   | Rémi Berthet Jean-Luc Rougé                                         |
| 1971     | Pierre Albertini,     | Jean-Luc Rougé                     | Georges Benoit Gérard Decherchi                                     |
| 1970     | Pierre Albertini,     | Rémi Berthet                       | Bruno Martin Jean-Luc Rougé                                         |
| 1969     | Jean-Luc Rougé        | Rémi Berthet                       | Bruno Martin Gérard Decherchi                                       |
| 1968     | Pierre Albertini,     | René Amet                          | Laurent Villiers Frédéric Tieri                                     |
| 1967     | Yves Reymond          | Jean-Michel Hocde                  | Gérard Decherchi Félix Chevallier                                   |
| 1966     | Pierre Albertini,     | Alphonse Lemoine                   | José Allari Lefebvre                                                |
| 1965     | Jacques Le Berre      | Yves Reymond                       | Jacques Barthes Tilly                                               |

#### +93 kg (1965-1976)
| Épreuves | Or                        | Argent                    | Bronze                                                                           |
| -------- | ------------------------- | ------------------------- | -------------------------------------------------------------------------------- |
| 1976     | Jean-Pierre Tripet (ACBB) | Rémi Berthet (RCF)        | Michel Declève (AS Préfecture de Police) Claude Guérin (AS Préfecture de Police) |
| 1975     | Rémi Berthet (RCF)        | Jean-Pierre Tripet (ACBB) | Raymond Cairashi (JC Cannes) Édouard Kazuro (RCF)                                |
| 1974     | Patrick Rychkoff (RCF)    | Rémi Berthet (RCF)        | Patrice Pesquet (JC Maromme) Michel Declève (AS Préfecture de Police)            |
| 1973     | Michel Declève            | Rémi Morin                | Jean-Claude Cabanne Édouard Kazuro                                               |
| 1972     | Patrick Rychkoff          | Charles Dusch             | Jean-Claude Brondani Michel Declève                                              |
| 1971     | François Besson           | Patrick Rychkoff          | Guillantin Perez                                                                 |
| 1970     | Jean-Claude Brondani      | Michel Declève            | Jean Lamy Zwolsky                                                                |
| 1969     | François Besson           | Michel Declève            | Jean Lamy Moinard                                                                |
| 1968     | Jean-Claude Brondani      | Georges Gress             | Jean-Claude Cabanne Trives                                                       |
| 1967     | Georges Gress             | Jean-Claude Brondani      | Gilles Bouchet Trives                                                            |
| 1966     | Jean-Claude Brondani      | Georges Gress             | Gérard Giannerini Zwolsky                                                        |
| 1965     | Jean Desailly             | Georges Gress             | Jean-Claude Brondani Claude Soubrillard                                          |

#### -95 kg (1977-1996)
| Épreuves | Or                                    | Argent                                | Bronze                                                                   |
| -------- | ------------------------------------- | ------------------------------------- | ------------------------------------------------------------------------ |
| 1996     | Ghislain Lemaire (Franche Comté Judo) | Jérôme Jouannet (Levallois SC)        | Jean-Pierre Debans (Stade Toulousain) Jérôme Maury (Franche Comté Judo)  |
| 1995     | Éric Fauroux (ACBB)                   | Stéphane Vasseur (SC Sarrebourg)      | Hugues Mansare (PSG AJ 77) Christophe Julve (RCF)                        |
| 1994     | Stéphane Traineau (JC Mortagne)       | Patrice Rognon (ACBB)                 | Stéphane Vasseur (SC Sarrebourg) Éric Fauroux (ACBB)                     |
| 1993     | Christophe Julve (Montpellier Judo)   | Philippe Demarche (PSG AJ 77)         | Fabrice Guenet (Levallois SC) Samir Madhi (Blanc-Mesnil)                 |
| 1992     | André Agostini (Levallois SC)         | Christophe Julve (Montpellier Judo)   | Philippe Demarche (PSG AJ 77) Éric Fauroux (RCF)                         |
| 1991     | François Fournier (US Orléans)        | Stéphane Traineau (JC Mortagne)       | Philippe Demarche (JC Maisons-Alfort) Fabrice Guenet (JC Maisons-Alfort) |
| 1990     | Philippe Demarche (JC Lagny)          | Marc Morel (ACBB)                     | Roger Vachon (JC Villiers-le-Bel) Paul Presque (Joinville Judo)          |
| 1989     | François Fournier (US Orléans)        | Roger Vachon (JC Villiers-le-Bel)     | Marc Morel (ACBB) Éric Fauroux (RCF)                                     |
| 1988     | Roger Vachon (JC Villiers-le-Bel)     | Stéphane Traineau (US Orléans)        | François Fournier (US Orléans) Éric Fauroux (RCF)                        |
| 1987     | Roger Vachon (JC Villiers-le-Bel)     | Stéphane Traineau (JC Mortagnais)     | Fabrice Guenet (AM Le Puy-en-Velay) Éric Fauroux (RCF)                   |
| 1986     | Roger Vachon (JC Villiers-le-Bel)     | André Agostini (RCF)                  | Gilles Jaladon (JC Poissy) Paul Presque (JC Maisons-Alfort)              |
| 1985     | Gilles Jaladon (JC Poissy)            | Marc Morel (ACBB)                     | Patrice Blin (ASVO Paris) Bernard Machesini (AJJL Bihorel)               |
| 1984     | Roger Vachon (JC Villiers-le-Bel)     | Joël Delmer (JC Lillois)              | Marc Morel (ASPTT Arras) Jean-Daniel Delrieux (ACBB)                     |
| 1983     | Christian Vachon (JC Villiers-le-Bel) | Roger Vachon (JC Villiers-le-Bel)     | Marc Mermet (La Tour-du-Pin) Yvan Éthuin (ACS Peugeot-Mulhouse)          |
| 1982     | Roger Vachon (JC Villiers-le-Bel)     | Christian Vachon (JC Villiers-le-Bel) | Jacques Didier (JC Maisons-Alfort) Didier Rousseau (SVLJ Vincennes)      |
| 1981     | Roger Vachon (JC Villiers-le-Bel)     | Marc Mermet (La Tour-du-Pin)          | Frédéric Sanchis (US Orléans) Pierre Joly (Argelès Gazost)               |
| 1980     | Jean-Luc Rougé (ACBB)                 | Roger Vachon (JC Villiers-le-Bel)     | Angelo Parisi (Mistral JC Avignon) Christian Vachon (JC Villiers-le-Bel) |
| 1979     | Roger Vachon (JC Villiers-le-Bel)     | Angelo Parisi (Mistral JC Avignon)    | Jean Donzel (JC Le Vésinet) Didier Jacques (JC Vireux)                   |
| 1978     | Angelo Parisi (Mistral JC Avignon)    | Didier Rousseau (SVLJ Vincennes)      | Roger Vachon (JC Villiers-le-Bel) Roland Oukoloff (JC Chambéry)          |
| 1977     | Angelo Parisi (Mistral JC Avignon)    | Jean Donzel (JC Le Vésinet)           | Roger Vachon (JC Villiers-le-Bel) Roland Delvingt (CJC Orléans)          |

#### +95 kg (1977-1996)
| Épreuves | Or                                          | Argent                                      | Bronze                                                                              |
| -------- | ------------------------------------------- | ------------------------------------------- | ----------------------------------------------------------------------------------- |
| 1996     | Laurent Crost (ACBB)                        | Jérôme Dreyfus (US Orléans)                 | Patrice Rognon (Blanc-Mesnil) Karim Boumedjane (Blanc-Mesnil)                       |
| 1995     | Laurent Crost (JC Longjumeau)               | Jérôme Dreyfus (US Orléans)                 | Jacques Barthez (ACBB) Didier Charles (ASPTT Aube)                                  |
| 1994     | Jean-Pierre Besse (RCF)                     | Cédric Dermée (RCF)                         | Laurent Crost (JC Longjumeau) Jimmy Jacquemin (JC Marnaval Saint-Dizier)            |
| 1993     | Georges Mathonnet (Sainte-Geneviève Sports) | Éric Buonomo (US Orléans)                   | Laurent Crost (JC Longjumeau) Jérôme Dreyfus (US Orléans)                           |
| 1992     | Patrice Rognon (ACBB                        | Georges Mathonnet (Sainte-Geneviève Sports) | Jacques Barthez (JC Cormier) Jérôme Dreyfus (US Orléans)                            |
| 1991     | David Douillet (JC Maisons-Alfort)          | Georges Mathonnet (Sainte-Geneviève Sports) | Laurent Del Colombo (US Orléans) Patrice Rognon (ACBB)                              |
| 1990     | Jean-Pierre Besse (RCF)                     | Patrice Rognon (ACBB                        | David Douillet (US Orléans) Éric Buonomo (Stade Français)                           |
| 1989     | Laurent Del Colombo (US Orléans)            | Jean-Pierre Besse (RCF)                     | Christian Vachon (JC Villiers-le-Bel) Éric Buonomo (Stade Français)                 |
| 1988     | Jean-Pierre Besse (RCF)                     | Georges Mathonnet (ACBB                     | Laurent Del Colombo (US Orléans) David Douillet (CSB Neufchâtel)                    |
| 1987     | Laurent Del Colombo (US Orléans)            | Christian Vachon (AS Préfecture de Police)  | Georges Mathonnet (ACBB) Jean-Daniel Delrieux (AS Préfecture de Police)             |
| 1986     | Christian Vachon (JC Villiers-le-Bel)       | Jean-Pierre Besse (RCF)                     | Bernard Gautherot (SE Pavillons-sous-Bois) Frédéric Lebrun (JC Lagny)               |
| 1985     | Jean-Pierre Besse (RCF)                     | Christian Vachon (JC Villiers-le-Bel)       | Philippe Labussière (JC Maison-Alfort) Frédéric Lebrun (JC Lagny)                   |
| 1984     | Laurent Del Colombo (US Orléans)            | Jean-Pierre Besse (RCF)                     | Christian Vachon (JC Villiers-le-Bel) Angelo Parisi (RCF)                           |
| 1983     | Angelo Parisi (RCF)                         | Didier Jacques (JC Maisons-Alfort)          | Frédéric Lebrun (JC Villiers-le-Bel) Laurent Del Colombo (US Orléans)               |
| 1982     | Angelo Parisi (RCF)                         | Jean-Pierre Besse (JC Château-Thierry)      | Jean-Pierre Crost (Alliance Sens) Thierry Rolland (RCF)                             |
| 1981     | Laurent Del Colombo (US Orléans)            | Roland Oukoloff (JC Chambéry)               | Jean-François Robert (Sainte-Geneviève Sports) Frédéric Lebrun (JC Villiers-le-Bel) |
| 1980     | Laurent Del Colombo (JC Vence)              | Roland Oukoloff (JC Chambéry)               | Jean-Pierre Crost (Alliance Sens) Raymond Cairashi (Stade Français)                 |
| 1979     | Jean-Luc Rougé (ACBB)                       | Jean-Pierre Crost (Alliance Sens)           | Roland Oukoloff (JC Chambéry) Raymond Cairashi (JC Cannes)                          |
| 1978     | Jean-Luc Rougé (ACBB)                       | Laurent Del Colombo (JC Vence)              | Michel Declève (AS Préfecture de Police) Jean-Claude Cabanne (Dojo Montalbannais)   |
| 1977     | Jean-Luc Rougé (ACBB)                       | Raymond Cairashi (JC Cannes)                | Michel Declève (AS Préfecture de Police) Patrick Rychkoff (RCF)                     |

#### -100 kg (1997-)
| Épreuves | Or                                                   | Argent                                               | Bronze                                                                                 |
| -------- | ---------------------------------------------------- | ---------------------------------------------------- | -------------------------------------------------------------------------------------- |
| 2020     | Édition annulée en raison de la pandémie de Covid-19 | Édition annulée en raison de la pandémie de Covid-19 | Édition annulée en raison de la pandémie de Covid-19                                   |
| 2019     | Cédric Olivar (Sainte-Geneviève Sports)              | Clément Delvert (FLAM 91)                            | Pierre-Louis Guérin JC Sarrebourg Nicolas Pavlovski (AJA Paris 20e)                    |
| 2018     | Alexandre Iddir (OM Judo)                            | Joseph Terhec (Sucy Judo)                            | Cédric Olivar (Sainte-Geneviève Sports) Nell Honoré Ariano Rebouka (US Orléans)        |
| 2017     | Alexandre Iddir (FLAM 91)                            | Clément Delvert (FLAM 91)                            | Cédric Olivar (Sainte-Geneviève Sports) Joseph Terhec (Sucy Judo)                      |
| 2016     | Alexandre Iddir (FLAM 91)                            | Clément Delvert (FLAM 91)                            | Cédric Olivar (Sainte-Geneviève Sports) Nell Honoré Ariano Rebouka (US Orléans)        |
| 2015     | Joseph Terhec (AJ 61)                                | Vincent Massimino (CO Sartrouville)                  | Clément Delvert (FLAM 91) Nell Honoré Ariano Rebouka (US Orléans)                      |
| 2014     | Joseph Terhec (AJ 61)                                | Maxime Clément (Franche-Comté Judo Besançon)         | Massamba M'Baye (Franche-Comté Judo Besançon) Adrien Guilloux (Judo Club de Juniville) |
| 2013     | Maxime Clément (Franche-Comté Judo)                  | Alexandre Cheval (OJA 62)                            | Seyba Thiam (JJJ Poissy) Clément Delvert (FLAM 91)                                     |
| 2012     | Cyrille Maret (Levallois SC)                         | Clément Delvert (FLAM 91)                            | Maxime Clément (Franche-Comté Judo) Medhi Khaldoune (RSC Montreuil)                    |
| 2011     | Thierry Fabre (ACBB)                                 | Cyrille Maret (Levallois SC)                         | Christophe Humbert (Franche-Comté Judo) Maël Le Normand (Sainte-Geneviève Sports)      |
| 2010     | Maël Le Normand (Sainte-Geneviève Sports)            | Medhi Khaldoune (RSC Montreuil)                      | Maxime Clément (Franche-Comté Judo) Cyrille Maret (Levallois SC)                       |
| 2010     | Cyrille Maret (Levallois SC)                         | Christophe Humbert (Franche-Comté Judo)              | Frédéric Stiegelmann (Nice Judo) Matthieu Bataille (Levallois SC)                      |
| 2009     | Frédéric Stiegelmann (Nice Judo)                     | Thierry Fabre (ACBB)                                 | Cyrille Maret (Levallois SC) Neddy Girard (Olympic Judo Nice)                          |
| 2008     | Jean-Dominique Vanbever (JC Chilly-Mazarin)          | Christophe Humbert (Franche-Comté Judo)              | Cyrille Maret (ADJ 21) Sidi-Mohamed Aouidate (Lagardère Paris Racing)                  |
| 2007     | Thierry Fabre (AJ Limoges)                           | Maxime Clément (Franche-Comté Judo)                  | Cyrille Maret (ADJ 21) Jalal Benalla (US Créteil)                                      |
| 2006     | Stéphane Traineau (Dojo Mortagnais)                  | Benoît Bournisien (JC Maisons-Alfort)                | Christophe Lagarde (AM Asnières) Thierry Fabre (AJ Limoges)                            |
| 2005     | Ghislain Lemaire (US Orléans)                        | Olivier Melicine (JC Maisons-Alfort)                 | Jérémy Cillario (Stade Laurentin) Sébastien Nolesini (Sainte-Geneviève Sports)         |
| 2004     | Frédéric Demontfaucon (Stade toulousain)             | Jonathan Leininger (JA Saint-Avold)                  | Jérémy Cillario (Stade Laurentin) Sébastien Nolesini (Sainte-Geneviève Sports)         |
| 2003     | Ghislain Lemaire (Franche-Comté Judo)                | Loïc Bruziaux (Entente Judo Chevry-Grisy-Pontault)   | Frédéric Paupert Nacer Dahli (BC Thiais)                                               |
| 2002     | Christophe Lagarde                                   | Frédéric Paupert                                     | Adrien Pin (Sucy Judo) Ghislain Lemaire (Franche-Comté Judo)                           |
| 2001     | Ghislain Lemaire (Franche-Comté Judo)                | Alexandre Borderieux                                 | Sébastien Nolesini (Sainte-Geneviève Sports) Jean-Dominique Vanbever                   |
| 2000     | ?                                                    | ?                                                    | ?                                                                                      |
| 1999     | Ghislain Lemaire (Franche-Comté Judo)                | Christophe Lagarde                                   | Adrien Pin (Sucy Judo) Jérémy Cillario                                                 |
| 1998     | Christophe Lagarde (Levallois SC)                    | Ghislain Lemaire (Franche-Comté Judo)                | Sébastien Guagenti Éric Fauroux (ACBB)                                                 |
| 1997     | Stéphane Traineau (JC Mortagne)                      | Éric Fauroux (ACBB)                                  | Jean-Pierre Debans (Stade Toulousain) Karim Slimani (JC Maisons-Alfort)                |

#### +100 kg (1997-)
| Épreuves | Or                                                   | Argent                                               | Bronze                                                                            |
| -------- | ---------------------------------------------------- | ---------------------------------------------------- | --------------------------------------------------------------------------------- |
| 2020     | Édition annulée en raison de la pandémie de Covid-19 | Édition annulée en raison de la pandémie de Covid-19 | Édition annulée en raison de la pandémie de Covid-19                              |
| 2019     | Joseph Terhec (Sucy Judo)                            | Emre Sanal (Nice Alliance Judo)                      | Adrien Geoffroy (JC Sarrebourg Nabil Zalagh (AM Saint-Gratien)                    |
| 2018     | Messie Katanga (RSC Montreuil)                       | Nabil Zalagh (AM Saint-Gratien)                      | Hadrien Livolsi (AJA Paris 20e) Cédric Medeuf (RSC Montreuil)                     |
| 2017     | Cyrille Maret (Blanc-Mesnil)                         | Messie Katanga (RSC Montreuil)                       | Jean-Sébastien Bonvoisin (Sainte-Geneviève Sports) Renaud Carrière (Nice Judo)    |
| 2016     | Cyrille Maret (Levallois SC)                         | Matthieu Thorel (UJ Brive)                           | Jean-Sébastien Bonvoisin (Sainte-Geneviève Sports) Messie Katanga (RSC Montreuil) |
| 2015     | Teddy Riner (Levallois SC)                           | Matthieu Thorel (UJ Brive)                           | Xavier Fiévet (OJA 62) Hamza Ouchani (Blanc-Mesnil)                               |
| 2014     | Teddy Riner (Levallois SC)                           | Cyrille Maret (Levallois SC)                         | Pierre-Alexandre Robin (Blanc-Mesnil) Matthieu Thorel (UJ Brive)                  |
| 2013     | Cyrille Maret (Levallois SC)                         | Matthieu Thorel (UJ Brive)                           | Pierre-Alexandre Robin (ACBB) Jean-Sébastien Bonvoisin (Sainte-Geneviève Sports)  |
| 2012     | Pierre-Alexandre Robin (ACBB)                        | Loïc Bruziaux (Entente Judo Chevry-Grisy)            | Adrien Pin (Sucy Judo) Jean-Sébastien Bonvoisin (Sainte-Geneviève Sports)         |
| 2011     | Teddy Riner (Levallois SC)                           | Jean-Sébastien Bonvoisin (Sainte-Geneviève Sports)   | Loïc Bruziaux (Entente Judo Chevry-Grisy) Matthieu Thorel (UJ Brive CL)           |
| 2010     | Matthieu Thorel (UJ Brive)                           | Jean-Sébastien Bonvoisin (Levallois SC)              | Adrien Pin (Sucy Judo) Jalal Benalla (RSC Montreuil)                              |
| 2010     | Jean-Sébastien Bonvoisin (Levallois SC)              | Matthieu Thorel (UJ Brive)                           | Loïc Bruziaux (Judo Oise Picardie) Cédric Medeuf (Entente Judo Chevry-Grisy)      |
| 2009     | Jérôme Wustner (Franche-Comté Judo)                  | Cédric Medeuf (Judo Oise Picardie)                   | Matthieu Thorel (CA Brive) Pierre-Alexandre Robin (ACBB)                          |
| 2008     | Teddy Riner (Lagardère Paris Racing)                 | Pierre-Alexandre Robin (ACBB)                        | Adrien Pin (Sucy Judo) Loïc Bruziaux (Entente Judo Chevry-Grisy)                  |
| 2007     | Matthieu Bataille (Levallois SC)                     | Teddy Riner (Paris Judo)                             | Matthieu Thorel (UJ Brive) Frédéric Lecanu (JC Maisons-Alfort)                    |
| 2006     | Pierre-Alexandre Robin (ACBB)                        | Adrien Pin (Sucy Judo)                               | Jean-Sébastien Bonvoisin (Levallois SC) Frédéric Lecanu (JC Maisons-Alfort)       |
| 2005     | Frédéric Lecanu (JC Maisons-Alfort)                  | Christophe Lagarde (AM Asnières)                     | Jean-Luc Bouvier (US Créteil) Pierre-Alexandre Robin (ACBB)                       |
| 2004     | Matthieu Bataille (Levallois SC)                     | Pierre-Alexandre Robin (RCF)                         | Jérôme Dreyfus (US Orléans) Frédéric Lecanu (JC Maisons-Alfort)                   |
| 2003     | Jérôme Dreyfus (US Orléans)                          | Frédéric Lecanu (JC Maisons-Alfort)                  | Matthieu Bataille (Levallois SC) Pierre-Alexandre Robin (RCF)                     |
| 2002     | Jean-Luc Bouvier (US Créteil)                        | Frédéric Lecanu (JC Maisons-Alfort)                  | Jérôme Dreyfus (US Orléans) Christophe Mandin (Paris JA)                          |
| 2001     | Jérôme Dreyfus (US Orléans)                          | Folly Tomety                                         | Matthieu Bataille (Levallois SC) Guillaume Fellini                                |
| 2000     | ?                                                    | ?                                                    | ?                                                                                 |
| 1999     | Jérôme Dreyfus (US Orléans)                          | Folly Tomety                                         | Laurent Crost (ACBB) Jean-Luc Bouvier (US Créteil)                                |
| 1998     | Jérôme Dreyfus (US Orléans)                          | Folly Tomety                                         | Laurent Crost (ACBB) Mourad Ghazli                                                |
| 1997     | Patrice Rognon (Blanc-Mesnil)                        | Laurent Crost (ACBB)                                 | Jérôme Dreyfus (US Orléans) Karim Boumedjane (Blanc-Mesnil)                       |

#### 1erdan (1960)
| Épreuves | Or                | Argent  | Bronze                |
| -------- | ----------------- | ------- | --------------------- |
| 1960     | Michel Franceschi | Buchert | Baele Charles Brennek |

#### 2edan (1960)
| Épreuves | Or                | Argent           | Bronze             |
| -------- | ----------------- | ---------------- | ------------------ |
| 1960     | Matthieu Vallauri | Alphonse Lemoine | Virecoulon Gournez |

#### 3edan (1960)
| Épreuves | Or      | Argent       | Bronze                   |
| -------- | ------- | ------------ | ------------------------ |
| 1960     | Delpech | Michel Rabut | André Iriart Baumgartner |

#### 4edan (1960)
| Épreuves | Or           | Argent        | Bronze                         |
| -------- | ------------ | ------------- | ------------------------------ |
| 1960     | Robert Dazzi | Gilbert Legay | Raymond Barraco Raymond Moreau |

### Femmes

#### -48 kg (1974- )
| Épreuves | Or                                                   | Argent                                               | Bronze                                                                               |
| -------- | ---------------------------------------------------- | ---------------------------------------------------- | ------------------------------------------------------------------------------------ |
| 2022     | Blandine Pont (RSC Champigny)                        | Mélanie Vieu (PSG Judo)                              | Laura Espadinha (Blanc-Mesnil) Pauline Cuq (DA Niortais 79)                          |
| 2021     | Manon Urdiales (JC Pontault-Combault)                | Blandine Pont (RSC Champigny)                        | Sephora Corcher (RSC Champigny) Mélanie Vieu (PSG Judo)                              |
| 2020     | Édition annulée en raison de la pandémie de Covid-19 | Édition annulée en raison de la pandémie de Covid-19 | Édition annulée en raison de la pandémie de Covid-19                                 |
| 2019     | Marine Gilly (JC Maisons-Alfort)                     | Mélanie Vieu (PSG Judo)                              | Mallaurie Mercadier (ACBB) Marine Lhenry (US Orléans)                                |
| 2018     | Shirine Boukli (FLAM 91)                             | Mélanie Clément (JC Marnaval Saint-Dizier)           | Mallaurie Mercadier (ACBB) Mélodie Vaugarny (Sainte-Geneviève Sports)                |
| 2017     | Lucile Duport (US Orléans)                           | Mallaurie Mercadier (Blanc-Mesnil)                   | Blandine Pont (OM Judo) Mélanie Clément (JC Marnaval Saint-Dizier)                   |
| 2016     | Mélanie Clément (JC Marnaval Saint-Dizier)           | Anaïs Mosdier (Alliance Draguignan)                  | Stéphanie Gerno (Sainte-Geneviève Sports) Mélodie Vaugarny (ACS Peugeot-Mulhouse)    |
| 2015     | Mélanie Clément (JC Marnaval Saint-Dizier)           | Marine Lhenry (ADJ 21)                               | Romane Yvin (JC Maisons-Alfort) Cheyenne Mounier (Grand-Quevilly)                    |
| 2014     | Scarlett Gabrielli (JC Maisons-Alfort)               | Laetitia Payet (Villemomble SP 93)                   | Mélanie Clément (JC Marnaval Saint-Dizier) Aurore Climence (Sainte-Geneviève Sports) |
| 2013     | Amandine Buchard (JC Noiséen)                        | Amel Bensemain (RSC Champigny)                       | Mélanie Clément (JC Marnaval Saint-Dizier) Virginia Aymard (Amiens Somme Club Judo)  |
| 2012     | Amandine Buchard (JC Noiséen)                        | Myriem Samraoui (RSC Montreuil)                      | Scarlett Gabrielli (JC Pontault-Combault) Aurore Climence (Sainte-Geneviève Sports)  |
| 2011     | Maryne Cebo (Harnes 62)                              | Scarlett Gabrielli (JC Pontault-Combault)            | Mélanie Clément (JC Bar-sur-Aube) Sonia Benabdelouahed (CPB Rennes Judo)             |
| 2010     | Aurore Climence (Sainte-Geneviève Sports)            | Laetitia Payet (Villemomble SP 93)                   | Scarlett Gabrielli (JC Pontault-Combault) Louise Raynaud (CO Couronnais)             |
| 2010     | Aurore Climence (Sainte-Geneviève Sports)            | Laetitia Payet (Levallois SC)                        | Eléna Bénard (AJ 91 LM) Tiphaine Chauve (CPB Rennes Judo)                            |
| 2009     | Laetitia Payet (Levallois SC)                        | Frédérique Jossinet (US Orléans)                     | Aurore Climence (Sainte-Geneviève Sports) Elena Benard (JC Maisons-Alfort)           |
| 2008     | Laetitia Payet (Levallois SC)                        | Lucile Duport (Club Amical Morcenais)                | Aurore Climence (Sainte-Geneviève Sports) Émilie Lafont (US Orléans)                 |
| 2007     | Aurore Climence (Sainte-Geneviève Sports)            | Laetitia Payet (Levallois SC)                        | Virginie Marie (JC Maisons-Alfort) Émilie Lafont (US Orléans)                        |
| 2006     | Laetitia Payet (Levallois SC)                        | Amel Bensemain (RSC Champigny)                       | Virginie Marie (JC Maisons-Alfort) Caroline Morisson (JC Miosson)                    |
| 2005     | Laetitia Payet (Levallois SC)                        | Émilie Lafont (US Orléans)                           | Virginie Marie (JC Maisons-Alfort) Isabelle Vivodtzev (GUC-JCD)                      |
| 2004     | Émilie Lafont (Stade Laurentin)                      | Virginie Lhermitte (JC Balma)                        | Virginie Marie (RSC Champigny) Laetitia Payet (Levallois SC)                         |
| 2003     | Virginie Marie (RSC Champigny)                       | Carole Sinegre-Ritea (Levallois SC)                  | Élodie Tige (JC Saint-Denis) Cécile Barberio (JC Villiers-le-Bel)                    |
| 2002     | Virginie Lhermitte (JC Balma)                        | Caroline Lantoine                                    | Élodie Tige (JC Saint-Denis) Ameline Gerbel                                          |
| 2001     | Frédérique Jossinet (US Orléans)                     | Sarah Nichilo-Rosso (PSG AJ 77)                      | Annabelle Reydy Virginie Lhermitte (JC Balma)                                        |
| 2000     | ?                                                    | ?                                                    | ?                                                                                    |
| 1999     | Sylvie Meloux (JC Foix)                              | Annabelle Reydy                                      | Cécile Barberio (JC Villiers-le-Bel) Virginie Lhermitte (JC Balma)                   |
| 1998     | Sarah Nichilo-Rosso (PSG AJ 77)                      | Sylvie Meloux (JC Foix)                              | Annabelle Reydy Nadège Borelly                                                       |
| 1997     | Frédérique Jossinet (US Orléans)                     | Sarah Nichilo-Rosso (PSG AJ 77)                      | Caroline Morisson (Levallois SC) Stéphanie Ripoche                                   |
| 1996     | Caroline Morisson (Levallois SC)                     | Sarah Nichilo-Rosso (PSG AJ 77)                      | Sandrine Dardillac (Levallois SC) Servane Bruneau (Blanc-Mesnil Madea)               |
| 1995     | Sarah Nichilo-Rosso (Blanc-Mesnil Madea)             | Sylvie Meloux (JC Foix)                              | Caroline Morisson (USJ 86 Poitiers) Karine Martorell (JC Maisons-Alfort)             |
| 1994     | Frédérique Jossinet (US Orléans)                     | Sylvie Meloux (PSG AJ 77)                            | Bénédicte Nardou-Pradayrol (JC Périgord) Servane Bruneau (Alliance Saint-Brieuc)     |
| 1993     | Sylvie Meloux (PSG AJ 77)                            | Caroline Morisson (USJ 86 Poitiers)                  | Frédérique Jossinet (US Orléans) Servane Bruneau (Alliance Saint-Brieuc)             |
| 1992     | Martine Dupond (US Orléans)                          | Sandrine Dardillac (Levallois SC)                    | Bénédicte Nardou-Pradayrol (Miki House) Anne Gerbeau (Orne Judo)                     |
| 1991     | Cécile Nowak (ACBB)                                  | Martine Dupond (US Orléans)                          | Sylvie Meloux (JC Lagny) Sandrine Dardillac (Levallois SC)                           |
| 1990     | Martine Dupond (US Orléans)                          | Cécile Nowak (ACBB)                                  | Karine Martorell (JC Aturin) Justina Pinheiro (JC Suresnes)                          |
| 1989     | Fabienne Boffin (Levallois SC)                       | Martine Dupond (US Orléans)                          | Cécile Nowak (ACBB) Justina Pinheiro (JC Suresnes)                                   |
| 1988     | Martine Dupond (US Orléans)                          | Fabienne Boffin (Levallois SC)                       | Marie-France Colignon (RCF) Justina Pinheiro (JC Suresnes)                           |
| 1987     | Martine Dupond (US Orléans)                          | Corinne D'Ascanio (JC Grasse)                        | Annie Bechepay (JC Suresnes) Fabienne Boffin (Levallois SC)                          |
| 1986     | Fabienne Boffin (JC Lagny)                           | Marie-France Colignon (RCF)                          | Martine Dupond (JC Bailleul) Catherine Baudry (JC Lagny)                             |
| 1985     | Sabine Lebbihi (ACBB)                                | Marie-France Colignon (RCF)                          | Corinne D'Ascanio (JC Grasse) Catherine Baudry (JC Lagny)                            |
| 1984     | Catherine Baudry (JC Lagny)                          | Annie Bechepay (JM Suresnes)                         | Fabienne Boffin (JC Lagny) Sabine Lebbihi (AEP Fosses)                               |
| 1983     | Fabienne Boffin (JC Amilly)                          | Catherine Fossard (AS Sarcelles)                     | Évelyne Drapeau (UCK Vannes) Annie Bechepay (JM Suresnes)                            |
| 1982     | Marie-France Colignon (ACBB)                         | Fabienne Boffin (JC Amilly)                          | Corinne D'Ascanio (JC Grasse) Claudine Bourlette (JCBSS Pau)                         |
| 1981     | Catherine Lecoq                                      | Fabienne Boffin (JC Amilly)                          | Édith Bouthemy (US Harnes) Marie-France Colignon (ACBB)                              |
| 1980     | Annie Bechepay (JC Atlantique Nantes)                | Brigitte Lechaude (USM Auvers-sur-Oise)              | Annie Vial (JC Maisons-Alfort) Jacqueline Dufour (JC Raincy)                         |
| 1979     | Édith Bouthemy (US Harnes)                           | Marie-France Colignon (ACBB)                         | Sylvie Decrouille (RC Caudebec) Annie Bechepay (Orvault)                             |
| 1978     | Annie Vial                                           | Martine Pacquentin (JC Saint-Martin)                 | Annie Bechepay Jacqueline Dufour (Red Star Champigny)                                |
| 1977     | Édith Bouthemy (US Harnes)                           | Larrieu (JC Capbreton)                               | Annie Mazaud (AS Drancy) Jacqueline Dufour (Red Star Champigny)                      |
| 1976     | Josiane Tripet (ACBB)                                | Sylvie Lecocq (ACBB)                                 | Larrieu (JC Capbreton) Lesueur (Charente-Poitou)                                     |
| 1975     | Sylvie Lecocq (ACBB)                                 | Josiane Tripet (ACBB)                                | Annie Mazaud (JC Morangis) Sylvie Decrouille (RC Caudebec)                           |
| 1974     | Annie Mazaud                                         | Sylvie Lecocq (ACBB)                                 | Édith Bouthemy Minh                                                                  |

#### -52 kg (1974- )
| Épreuves | Or                                                   | Argent                                               | Bronze                                                                         |
| -------- | ---------------------------------------------------- | ---------------------------------------------------- | ------------------------------------------------------------------------------ |
| 2020     | Édition annulée en raison de la pandémie de Covid-19 | Édition annulée en raison de la pandémie de Covid-19 | Édition annulée en raison de la pandémie de Covid-19                           |
| 2019     | Astride Gneto (Blanc-Mesnil)                         | Pénélope Bonna (JC Pontault-Combault)                | Anaïs Mosdier (JC Maisons-Alfort) Nawaliatou Babio (JC Marnaval Saint-Dizier)  |
| 2018     | Faïza Mokdar (Paris Saint-Germain Judo)              | Marie Orsini (US Orléans)                            | Pénélope Bonna (JC Pontault-Combault) Astride Gneto (Blanc-Mesnil)             |
| 2017     | Amandine Buchard (RSC Champigny)                     | Astride Gneto (Blanc-Mesnil)                         | Amélie Brieux (JC Marnaval Saint-Dizier) Marie Orsini (US Orléans)             |
| 2016     | Astride Gneto (Blanc-Mesnil)                         | Coraline Marcus Tabellion (FLAM 91)                  | Laëtitia Payet (Villemomble SP 93) Amélie Guihur (Sainte-Geneviève Sports)     |
| 2015     | Pénélope Bonna (FLAM 91)                             | Aurelia Issoumaila (JCE Argenteuil)                  | Lucile Duport (ADJ 21) Louise Raynaud (La Couronne Judo)                       |
| 2014     | Priscilla Gneto (Levallois SC)                       | Lucile Duport (ACS Peugeot-Mulhouse)                 | Aurelia Issoumaila (JCE Argenteuil) Louise Raynaud (La Couronne Judo)          |
| 2013     | Pénélope Bonna (FLAM 91)                             | Delphine Delsalle (RSC Champigny)                    | Astride Gneto (Levallois SC) Annabelle Euranie (Blanc-Mesnil)                  |
| 2012     | Delphine Delsalle (RSC Champigny)                    | Julia Rosso (JC Maisons-Alfort)                      | Aurelia Issoumaila (JCE Argenteuil) Élodie Grou (JC Pontault-Combault)         |
| 2011     | Pénélope Bonna (Lagardère Paris Racing)              | Lucile Duport (ACS Peugeot-Mulhouse)                 | Delphine Delsalle (RSC Champigny) Julia Rosso (JC Maisons-Alfort)              |
| 2010     | Priscilla Gneto (Levallois SC)                       | Laura Holtzinger (JC Maisons-Alfort)                 | Marine Richard (JC Maisons-Alfort) Élodie Grou (JC Pontault-Combault)          |
| 2010     | Pénélope Bonna (Levallois SC)                        | Delphine Delsalle (RSC Champigny)                    | Kahina Daoud (Blanc-Mesnil Sports) Laura Holtzinger (JC Sarrebourg)            |
| 2009     | Marine Richard (JC Maisons-Alfort)                   | Audrey La Rizza (US Orléans)                         | Delphine Delsalle (RSC Champigny) Pénélope Bonna (Levallois SC)                |
| 2008     | Frédéric Jossinet (US Orléans)                       | Delphine Delsalle (RSC Champigny)                    | Shirley Elliot (Levallois SC) Élise Panei (JC Pontault-Combault)               |
| 2007     | Audrey La Rizza (US Orléans)                         | Delphine Delsalle (RSC Champigny)                    | Marine Richard (JC Maisons-Alfort) Marie Richard (JC Maisons-Alfort)           |
| 2006     | Delphine Delsalle (JC Bastelicaccia)                 | Marine Richard (JC Maisons-Alfort)                   | Kahina Daoud (Blanc-Mesnil) Aurélie Plaisant (Dojo Nantais)                    |
| 2005     | Annabelle Euranie (Levallois SC)                     | Delphine Delsalle (JC Bastelicaccia)                 | Marine Richard (JC Maisons-Alfort) Audrey La Rizza (US Orléans)                |
| 2004     | Audrey La Rizza (US Orléans                          | Aurore Bouhier-Bessoul (J3 Sports Amilly)            | Ellenita Merle (JC Pontault-Combault) Delphine Delsalle (JC Bastelicaccia)     |
| 2003     | Émilie Harnichard (RSC Champigny)                    | Annabelle Euranie (Levallois SC)                     | Audrey La Rizza (US Orléans) Sarah Nichilo-Rosso                               |
| 2002     | Laetitia Tignola (JC Ariège)                         | Servane Bruneau                                      | Aurore Bouhier-Bessoul Annabelle Euranie (Levallois SC)                        |
| 2001     | Virginie Marie (RSC Champigny)                       | Laetitia Tignola (JC Ariège)                         | Servane Bruneau Marie-Claire Restoux (Levallois SC)                            |
| 2000     | ?                                                    | ?                                                    | ?                                                                              |
| 1999     | Émilie Harnichard (Levallois SC)                     | Soïzic Pallancher (US Orléans)                       | Véronique Kieffer (JC Saint-Avold) Laetitia Tignola (JC Ariège)                |
| 1998     | Véronique Kieffer (JC Saint-Avold)                   | Soïzic Pallancher (US Orléans)                       | Christelle Notte Laetitia Tignola (JC Ariège)                                  |
| 1997     | Laetitia Tignola (JC Ariège)                         | Émilie Harnichard (Levallois SC)                     | Nadia Maubert Véronique Kieffer (JC Saint-Avold)                               |
| 1996     | Laetitia Tignola (JC Ariège)                         | Soïzic Pallancher (US Orléans)                       | Céline Brocvielle (ACS Peugeot-Mulhouse) Isabelle Marchand (ADJ 21)            |
| 1995     | Myriam Boceiri (JC Gennevilliers)                    | Fatima Merah (ASPTT Lille)                           | Émilie Harnichard (Levallois SC) Véronique Kieffer (JC Saint-Avold)            |
| 1994     | Laetitia Tignola (PSG AJ 77)                         | Agnès Humbert (PSG AJ 77)                            | Soïzic Pallancher (US Orléans) Marie-Claire Restoux (Levallois SC)             |
| 1993     | Marie-Claire Restoux (Levallois SC)                  | Laetitia Tignola (PSG AJ 77)                         | Annabelle Reydy (JC Brive) Dominique Berna (Blanc-Mesnil)                      |
| 1992     | Cécile Nowak (PSG AJ 77)                             | Dominique Berna (Sainte-Geneviève Sports)            | Catherine Baudry (Cercle Paul Bert Rennes) Marie-Claire Restoux (Levallois SC) |
| 1991     | Fabienne Boffin (Levallois SC)                       | Dominique Berna (JC Lagny)                           | Véronique Rousseau (Miki House) Marie-Claire Restoux (JC Cognac)               |
| 1990     | Nadia Toumani (JC Romans)                            | Marie-José Notin (JC Ban)                            | Dominique Berna (JC Lagny) Fabienne Boffin (Levallois SC)                      |
| 1989     | Dominique Berna (JC Lagny)                           | Véronique Rousseau (RCF)                             | Marie-France Colignon (RCF) Dominique Guyon (JS La Rochelle)                   |
| 1988     | Dominique Brun (US Orléans)                          | Véronique Rousseau (RCF)                             | Nadia Toumani (JC Romans) Dominique Berna (AL Mions)                           |
| 1987     | Nadia Toumani (Dojo Romanais)                        | Dominique Berna (AL Mions)                           | Dominique Brun (US Orléans) Véronique Rousseau (RCF)                           |
| 1986     | Dominique Brun (JC Lagny)                            | Pascale Doger (J3 Sports Amilly)                     | Nadia Toumani (Dojo Romanais) Dominique Berna (AL Mions)                       |
| 1985     | Pascale Doger (J3 Sports Amilly)                     | Véronique Rousseau (Budokan Angers)                  | Dominique Brun (JC Lagny) Dominique Berna (AL Mions)                           |
| 1984     | Dominique Brun (JC Lagny)                            | Suzanne Crampette (JCBSS Pau)                        | Nadia Toumani (Dojo Romanais) Dominique Berna (AL Mions)                       |
| 1983     | Pascale Doger (J3 Sports Amilly)                     | Dominique Guyon (JS La Rochelle)                     | Cécile Rengnet (JM Suresnes) Véronique Rousseau (Budokan Angers)               |
| 1982     | Pascale Doger (J3 Sports Amilly)                     | Andrée Dayez (JC Fresnois)                           | Andrée Thomas (JC Feyzin) Véronique Rousseau (Budokan Angers)                  |
| 1981     | Pascale Doger (Chateaurenard)                        | Andrée Dayez (JC Fresnois)                           | Marianne Baudry Martine Pacquentin (JC Saint-Martin)                           |
| 1980     | Marie-Laure Poutre (JC Hirson)                       | Nadine Desplanche (JC Lozanne)                       | Christine Degrigny (US Orléans) Martine Pacquentin (JC Saint-Martin)           |
| 1979     | Pascale Doger (Chateaurenard)                        | Christiane Herzog (AM Strasbourg)                    | Marie-Laure Poutre (JC Hirson) Sylvie Decherchi (ACBB)                         |
| 1978     | Christiane Herzog (AM Strasbourg)                    | Andrée Dayez (JC Fresnois)                           | Pascale Doger (Chateaurenard) Guillem                                          |
| 1977     | Bernadette Bernard (USM Claye-sous-Bois)             | Andrée Dayez (JC Fresnois)                           | Martine Pacquentin (JC Saint-Martin) Christiane Herzog (AM Strasbourg)         |
| 1976     | Christiane Herzog (AM Strasbourg)                    | Andrée Dayez (JC Fresnois)                           | Brigitte Bergeron (ACBB) Danielle Rougé (Ile-de-France)                        |
| 1975     | Bernadette Bernard (USM Claye-sous-Bois)             | Christiane Herzog (AM Strasbourg)                    | Brigitte Bergeron (ACBB) Brigitte Roques (AS Paillade)                         |
| 1974     | Christiane Herzog (AM Strasbourg)                    | Pointet                                              | Durand Micheaux                                                                |

#### -56 kg (1974-1996)
| Épreuves | Or                                   | Argent                                   | Bronze                                                                  |
| -------- | ------------------------------------ | ---------------------------------------- | ----------------------------------------------------------------------- |
| 1996     | Sandrine Bouland (JC Gennevilliers)  | Isabelle Magnien (JC Maisons-Alfort)     | Laetitia Boutonne (Levallois SC) Émilie Harnichard (Levallois SC)       |
| 1995     | Isabelle Magnien (JC Maisons-Alfort) | Sandrine Bouland (JC Gennevilliers)      | Barbara Dubois (Sainte-Geneviève Sports) Séverine Poret (ASPTT Lille)   |
| 1994     | Isabelle Magnien (JC Maisons-Alfort) | Barbara Dubois (Sainte-Geneviève Sports) | Sandrine Bouland (JC Gennevilliers) Karine Nedellec (US Orléans)        |
| 1993     | Isabelle Magnien (JC Maisons-Alfort) | Maud Taupin (PSG AJ 77)                  | Magali Baton (JC Corbas) Barbara Dubois (Sainte-Geneviève Sports)       |
| 1992     | Isabelle Magnien (Miki House)        | Maud Taupin (PSG AJ 77)                  | Sandrine Bouland (Sainte-Geneviève Sports) Séverine Poret (ASPTT Lille) |
| 1991     | Armelle Iost (ACBB)                  | Corinne Fackeure (JC Petite-Synthe)      | Isabelle Magnien (Miki House) Sabine Hirt (JC Maisons-Alfort)           |
| 1990     | ?                                    | ?                                        | Corinne Fackeure (JC Petite-Synthe) Armelle Iost (ACBB)                 |
| 1989     | Corinne Fackeure (JC Petite-Synthe)  | Armelle Iost (ACBB)                      | Isabelle Magnien (JC Nogentais) Sabine Hirt (AS Montferrand)            |
| 1988     | Catherine Arnaud (US Orléans)        | Béatrice Rodriguez (Levallois SC)        | Isabelle Magnien (JC Nogentais) Sabine Hirt (AS Montferrand)            |
| 1987     | Catherine Arnaud (US Orléans)        | Béatrice Rodriguez (Levallois SC)        | Armelle Iost (Cercle Nancéien) Sabine Hirt (AS Montferrand)             |
| 1986     | Béatrice Rodriguez (JC Vienne)       | Catherine Leclerc (CSJ Malesherbes)      | Armelle Iost (Cercle Nancéien) Sabine Hirt (JC Valdahon)                |
| 1985     | Béatrice Rodriguez (JC Vienne)       | Catherine Leclerc (CSJ Malesherbes)      | Armelle Iost (Cercle Nancéien) Catherine Arnaud (US Orléans)            |
| 1984     | Béatrice Rodriguez (JC Vienne)       | Catherine Leclerc (CSJ Malesherbes)      | Pascale Chabrol (JC Uzès) Marie-Paule Panza (JC Strasbourg)             |
| 1983     | Catherine Arnaud (JC Saint-Magne)    | Béatrice Rodriguez (JC Vienne)           | Catherine Leclerc (CSJ Malesherbes) Marie-Paule Panza (JC Strasbourg)   |
| 1982     | Béatrice Rodriguez (JC Vienne)       | Catherine Arnaud (JC Saint-Magne)        | Catherine Leclerc (CSJ Malesherbes) Catherine Calvet (MJV Avignon)      |
| 1981     | Béatrice Rodriguez (JC Vienne)       | Catherine Arnaud (JC Saint-Magne)        | Catherine Leclerc (CSJ Malesherbes) Françoise Dufresnes (JC Garches)    |
| 1980     | Sylviane Trucios (KJK Sevran)        | Catherine Leclerc (CSJ Malesherbes)      | Arlette Bègue (Dojo Palois) Michèle Samson (JC Béarnais)                |
| 1979     | Sylviane Trucios (KJK Sevran)        | Favre (JC Marcoussis)                    | Françoise Dufresnes (JC Garches) Leoncini (Marseille)                   |
| 1978     | Françoise Dufresnes (JC Garches)     | Marie-Paule Panza (JC Strasbourg)        | Sylviane Trucios (KJK Sevran) Favre (JC Marcoussis)                     |
| 1977     | Sylviane Trucios (KJK Sevran)        | Françoise Dufresnes (JC Garches)         | Arlette Bègue (Dojo Palois) Marie-Paule Panza (JC Strasbourg)           |
| 1976     | Dominique Douille (Jonquière SC)     | Christine Degrigny (TB Olivet)           | Sylviane Trucios (KJK Sevran) Marie-Ange Guidicelli (Corse-Côte d'Azur) |
| 1975     | Geneviève Cheval (JC Havrais)        | Catherine Escude(JC Baccalanais)         | Marie-Claude Vreck (JC Wattrelos) Marie-Paule Blouard (JC Gonesse)      |
| 1974     | Évelyne Salanne                      | Sylviane Trucios                         | Brigitte Bergeron Delias                                                |

#### -57 kg (1997-)
| Épreuves | Or                                                   | Argent                                               | Bronze                                                                           |
| -------- | ---------------------------------------------------- | ---------------------------------------------------- | -------------------------------------------------------------------------------- |
| 2020     | Édition annulée en raison de la pandémie de Covid-19 | Édition annulée en raison de la pandémie de Covid-19 | Édition annulée en raison de la pandémie de Covid-19                             |
| 2019     | Gaëtane Deberdt (JC Pontault-Combault)               | Véronique Madeng (AJ Limoges)                        | Ophélie Vellozzi (PSG Judo) Priscilla Gneto (Blanc-Mesnil)                       |
| 2018     | Sarah Léonie Cysique (ACBB)                          | Gaëtane Deberdt (JC Pontault-Combault)               | Maryline Louis-Sidney (Nice Judo) Automne Pavia (Olympique de Marseille)         |
| 2017     | Sarah Léonie Cysique (ACBB)                          | Lola Benarroche (RSC Champigny)                      | Lisa Marchese (ACS Peugeot-Mulhouse) Sarah Harachi (FLAM 91)                     |
| 2016     | Laëtitia Blot (JC Pontault-Combault)                 | Hélène Receveaux (US Orléans)                        | Priscilla Gneto (Blanc-Mesnil) Sarah Léonie Cysique (ACBB)                       |
| 2015     | Amélie Guihur (Sainte-Geneviève Sports)              | Laëtitia Blot (JC Pontault-Combault)                 | Lola Benarroche (RSC Champigny) Sarah Harachi (FLAM 91)                          |
| 2014     | Laëtitia Blot (JC Pontault-Combault)                 | Cindy Huber (ACS Peugeot-Mulhouse)                   | Hélène Receveaux (ADJ 21) Amélie Guihur (RSC Champigny)                          |
| 2013     | Laëtitia Blot (JC Pontault-Combault)                 | Morgane Brunet (AJA Paris 20e)                       | Shirley Elliot (JC Pontault-Combault) Cindy Huber (ACS Peugeot-Mulhouse)         |
| 2012     | Cindy Huber (ACS Peugeot-Mulhouse)                   | Shirley Elliot (JC Pontault-Combault)                | Lola Benarroche (RSC Champigny) Morgane Brunet (JC Pontault-Combault)            |
| 2011     | Hélène Receveaux (ADJ 21)                            | Audrey La Rizza (US Orléans)                         | Lola Benarroche (RSC Champigny) Sarah Loko Guerschner (JC Maisons-Alfort)        |
| 2010     | Automne Pavia (Levallois SC)                         | Cindy Huber (ACS Peugeot-Mulhouse)                   | Hélène Receveaux (ADJ 21) Audrey La Rizza (US Orléans)                           |
| 2010     | Audrey La Rizza (US Orléans)                         | Rachelle Plas (AJA Paris 20e)                        | Cindy Huber (ACS Peugeot-Mulhouse) Sarah Loko Guerschner (JC Maisons-Alfort)     |
| 2009     | Automne Pavia (Levallois SC)                         | Sarah Loko Guerschner (JC Maisons-Alfort)            | Morgane Ribout (Lagardère Paris Racing) Caroline Lantoine (ACS Peugeot-Mulhouse) |
| 2008     | Sarah Loko Guerschner (US Dugny)                     | Irène Chevreuil (RSC Champigny)                      | Audrey La Rizza (US Orléans) Christelle Faure (Levallois SC)                     |
| 2007     | Fanny Riaboff (JC Pontault-Combault)                 | Barbara Harel (US Orléans)                           | Irène Chevreuil (USJ 86) Christelle Faure (Levallois SC)                         |
| 2006     | Annabelle Euranie (Levallois SC)                     | Barbara Harel (US Orléans)                           | Sarah Loko Guerschner (US Dugny) Morgane Ribout (JAMP)                           |
| 2005     | Irène Chevreuil (USJ 86)                             | Virginie Henry (JC Pontault-Combault)                | Sarah Loko Guerschner (US Dugny) Fanny Euranie (Levallois SC)                    |
| 2004     | Fanny Euranie (Levallois SC)                         | Karine Dyot-Petit (Levallois SC)                     | Émilie Harnichard (RSC Champigny) Ilana Korval (JAMP)                            |
| 2003     | Barbara Harel (US Orléans)                           | Karine Dyot-Petit (Levallois SC)                     | Fanny Euranie (Levallois SC) Céline Bocvielle                                    |
| 2002     | Fanny Riaboff                                        | Anne-Lise Pupat                                      | Fanny Euranie Laetitia Boutonne (Levallois SC)                                   |
| 2001     | Magali Baton                                         | Barbara Harel (US Orléans)                           | Géraldine Thibaud Anne-Lise Pupat                                                |
| 2000     | ?                                                    | ?                                                    | ?                                                                                |
| 1999     | Barbara Harel (US Orléans)                           | Karine Dyot-Petit (PSG AJ 77)                        | Karine Nedellec (US Orléans) Magali Baton                                        |
| 1998     | Séverine Poret (ASPTT Lille)                         | Céline Andrieux                                      | Géraldine Thibaud Barbara Harel (US Orléans)                                     |
| 1997     | Sandrine Bouland (JC Gennevilliers)                  | Karine Dyot-Petit (PSG AJ 77)                        | Ghislaine Sandre Fanny Riaboff                                                   |

#### -61 kg (1974-1996)
| Épreuves | Or                                        | Argent                                    | Bronze                                                                    |
| -------- | ----------------------------------------- | ----------------------------------------- | ------------------------------------------------------------------------- |
| 1996     | Magali Cazenove (Levallois SC)            | Marlène Martin (JC Corbas)                | Séverine Vandenhende (JC Gennevilliers) Guylaine Guillaume (Levallois SC) |
| 1995     | Séverine Vandenhende (JC Vieux-Condé)     | Karine Lecoeuche (JC Haragei Laventie)    | Agnès Philippe (Sainte-Geneviève Sports) Laurence Kratz (DEPS Nancy)      |
| 1994     | Séverine Vandenhende (JC Vieux-Condé)     | Catherine Fleury (Levallois SC)           | Agnès Philippe (Sainte-Geneviève Sports) Karine Dyot-Petit (PSG AJ 77)    |
| 1993     | Agnès Philippe (Sainte-Geneviève Sports)  | Catherine Fleury (Levallois SC)           | Magali Cazenove (Levallois SC) Anne-Sophie Lebreton (Levallois SC)        |
| 1992     | Karine Dyot-Petit (PSG AJ 77)             | Laurence Muller (JC Maison-Alfort)        | Agnès Philippe (Sainte-Geneviève Sports) Catherine Arnaud (US Orléans)    |
| 1991     | Agnès Philippe (Sainte-Geneviève Sports)  | Catherine Bayle (AMK)                     | Karine Dyot-Petit (JC Épinay) Maddyra Grini (GUC JC Dauphiné)             |
| 1990     | Catherine Fleury (ACBB)                   | Guylaine Dutto (JC Sakakini)              | Sandra Béhague (JC Lagny) Agnès Philippe (Sainte-Geneviève Sports)        |
| 1989     | Catherine Fleury (ACBB)                   | Martine Rottier (Sainte-Geneviève Sports) | Céline Géraud (US Orléans) Agnès Philippe (JC Valognes)                   |
| 1988     | Martine Rottier (Sainte-Geneviève Sports) | Catherine Fleury (ACBB)                   | Laurence Thomas (SO Givors) Agnès Philippe (JC Valognes)                  |
| 1987     | Céline Géraud (US Orléans)                | Martine Rottier (Sainte-Geneviève Sports) | Catherine Fleury (JC Suresnes) Guylaine Buhot (JC Villiers-le-Bel)        |
| 1986     | Céline Géraud (US Orléans)                | Catherine Fleury (JC Suresnes)            | Christine Bardin (US Tonneins) Laurence Thomas (SO Givors)                |
| 1985     | Martine Rottier (Sainte-Geneviève Sports) | Sylviane Barlemont (JC Suresnes)          | Béatrice Hébrard (JC Montauban) Agnès Philippe (JC Carentan)              |
| 1984     | Christine Bardin (US Tonneins)            | Martine Rottier (Sainte-Geneviève Sports) | Laurence Sionneau (JC Le Mans) Catherine Calvet (MJU Avignon)             |
| 1983     | Martine Rottier (Sainte-Geneviève Sports) | Danièle Moreau (CO Vigneux)               | Michèle Lionnet (JC Marcoussis) Véronique Emard (CSM Persan)              |
| 1982     | Martine Rottier (Sainte-Geneviève Sports) | Brigitte Deydier (Dojo Montalbannais)     | Isabelle Grison (JC Rochelais) Danièle Moreau (CO Vigneux)                |
| 1981     | Martine Rottier (Sainte-Geneviève Sports) | Michèle Lionnet (JC Marcoussis)           | Danièle Moreau (CO Vigneux) Martine Truong Ngoe (Eckbolsheim)             |
| 1980     | Brigitte Deydier (Dojo Montalbannais)     | Martine Rottier (Sainte-Geneviève Sports) | Catherine Pillot (JC Rhodia Vaise) Michèle Lionnet (JC Marcoussis)        |
| 1979     | Brigitte Deydier (Dojo Montalbannais)     | Martine Rottier (AS Évry)                 | Martine Truong Ngoe (Eckbolsheim) Bellini (US Créteil)                    |
| 1978     | Martine Rottier (AS Évry)                 | Brigitte Deydier (Dojo Montalbannais)     | Michèle Lionnet Duverney                                                  |
| 1977     | Martine Rottier (AS Évry)                 | Brigitte Deydier (Dojo Montalbannais)     | Michèle Samson (JC Monein) Évelyne Salanne (JC Boucau)                    |
| 1976     | Martine Rottier (AS Évry)                 | Brigitte Deydier (Dojo Montalbannais)     | Lefevre (Sud-Ouest) Danièle Moreau (Ile-de-France)                        |
| 1975     | Martine Rottier (AS Évry)                 | Brigitte Deydier (Dojo Montalbannais)     | Lucette Petit (Jonquière SC) Marie-Ange Guidicelli (OS Hyères)            |
| 1974     | Martine Rottier (AS Évry)                 | Lucette Petit                             | Valérie Bazin Véronique Emard                                             |

#### -63 kg (1997- )
| Épreuves | Or                                                   | Argent                                               | Bronze                                                                         |
| -------- | ---------------------------------------------------- | ---------------------------------------------------- | ------------------------------------------------------------------------------ |
| 2020     | Édition annulée en raison de la pandémie de Covid-19 | Édition annulée en raison de la pandémie de Covid-19 | Édition annulée en raison de la pandémie de Covid-19                           |
| 2019     | Agathe Devitry (US Orléans)                          | Cloé Yvin (Sainte-Geneviève Sports)                  | Yasmine Horlaville (Eure Judo) Alexia Caillon (JC Maisons-Alfort)              |
| 2018     | Maëlle Di Cintio (US Orléans)                        | Inès Prevot (Blanc-Mesnil)                           | Yasmine Horlaville (Eure Judo) Cloé Yvin (Sainte-Geneviève Sports)             |
| 2017     | Maëlle Di Cintio (US Orléans)                        | Héloïse Lacouchie (JC Maisons-Alfort)                | Inès Prevot (AJA Paris 20e) Yasmine Horlaville (Eure Judo)                     |
| 2016     | Margaux Pinot (Blanc-Mesnil)                         | Cloé Yvin (Sainte-Geneviève Sports)                  | Héloïse Lacouchie (JC Maisons-Alfort) Yasmine Horlaville (Eure Judo)           |
| 2015     | Marielle Pruvost (FLAM 91)                           | Héloïse Lacouchie (JC Maisons-Alfort)                | Cloé Yvin (Sainte-Geneviève Sports) Clémentine Louchez (JC Maisons-Alfort)     |
| 2014     | Maëlle Di Cintio (ADJ 21)                            | Linsay Tsang Sam Moi (Levallois SC)                  | Caroline Peschaud (AJA Paris 20e) Marielle Pruvost (FLAM 91)                   |
| 2013     | Anne-Laure Bellard (JC Pontault-Combault)            | Morgane Ribout (RSC Champigny)                       | Maëlle Di Cintio (ADJ 21) Claire Pierret (La Couronne Judo)                    |
| 2012     | Clarisse Agbegnenou (JCE Argenteuil)                 | Clémentine Louchez (JC Chilly-Mazarin)               | Morgane Ribout (RSC Champigny) Marielle Pruvost (ACS Peugeot-Mulhouse)         |
| 2011     | Maelle Di Cintio (ADJ 21)                            | Mélanie Prouteau (CPB Rennes Judo)                   | Anne-Laure Bellard (JC Pontault-Combault) Laëtitia Blot (JC Pontault-Combault) |
| 2010     | Clarisse Agbegnenou (JCE Argenteuil)                 | Gévrise Emane (Levallois SC)                         | Anne-Laure Bellard (JC Pontault-Combault) Rizlen Zouak (AM Asnières)           |
| 2010     | Clarisse Agbegnenou (JCE Argenteuil)                 | Virginie Henry (JC Pontault-Combault)                | Caroline Peschaud (JC Marnaval Saint-Dizier) Gévrise Emane (Levallois SC)      |
| 2009     | Irène Chevreuil (RSC Champigny)                      | Christelle Faure (Levallois SC)                      | Virginie Henry (JC Pontault-Combault) Marielle Pruvost (ACS Peugeot-Mulhouse)  |
| 2008     | Emmanuelle Payet (Levallois SC)                      | Virginie Henry (JC Pontault-Combault)                | Clémentine Louchez (JC Calaisien) Rizlen Zouak (US Orléans)                    |
| 2007     | Virginie Marie (JC Pontault-Combault)                | Ilana Korval (JAMP)                                  | Emmanuelle Payet (Levallois SC) Marielle Pruvost (ACS Peugeot-Mulhouse)        |
| 2006     | Emmanuelle Toucanne (Sainte-Geneviève Sports)        | Ilana Korval (JAMP)                                  | Christelle Faure (Levallois SC) Virginie Marie (JC Pontault-Combault)          |
| 2005     | Lucie Décosse (US Orléans)                           | Marie Pasquet (JC Maisons-Alfort)                    | Emmanuelle Payet (Levallois SC) Fanny Riaboff (JC Pontault-Combault)           |
| 2004     | Marie Pasquet (JC Maisons-Alfort)                    | Marianne Charve (RSC Champigny)                      | Christelle Faure (Levallois SC) Fanny Riaboff (JC Pontault-Combault)           |
| 2003     | Fanny Riaboff (JC Pontault-Combault)                 | Lucie Décosse (US Orléans)                           | Christelle Faure (Levallois SC) Maïté Rongier                                  |
| 2002     | Christelle Faure (Levallois SC)                      | Maïté Rongier                                        | Julie Brunet Emmanuelle Toucanne                                               |
| 2001     | Christelle Faure (Levallois SC)                      | Sandra Garofalo (JC Maisons-Alfort)                  | Stéphanie Culambourg Corine Cucchiara                                          |
| 2000     | ?                                                    | ?                                                    | ?                                                                              |
| 1999     | Christelle Faure (Levallois SC)                      | Sandra Garofalo (JC Maisons-Alfort)                  | Stéphanie Culambourg Julie Brunet                                              |
| 1998     | Christelle Faure (Levallois SC)                      | Sandrine Sos                                         | Stéphanie Culambourg Sandra Garofalo                                           |
| 1997     | Karine Lecœuche (JC Haragei Laventie)                | Amina Abdellatif                                     | Magali Cazenove (Levallois SC) Christelle Faure                                |

#### -66 kg (1974-1996)
| Épreuves | Or                                         | Argent                                     | Bronze                                                                      |
| -------- | ------------------------------------------ | ------------------------------------------ | --------------------------------------------------------------------------- |
| 1996     | Alice Dubois (JC Gennevilliers)            | Isabelle Beauruelle (Levallois SC)         | Karine Rambault (US Orléans) Agnès Philippe (Sainte-Geneviève Sports)       |
| 1995     | Alice Dubois (JC Gennevilliers)            | Isabelle Beauruelle (Levallois SC)         | Karine Rambault (US Orléans) Karine Samedi (JC Touraine)                    |
| 1994     | Alice Dubois (JC Gennevilliers)            | Isabelle Beauruelle (Levallois SC)         | Catherine Malherbe (Blanc-Mesnil) Marianne Charve (PSG AJ 77)               |
| 1993     | Alice Dubois (Sainte-Geneviève Sports)     | Claire Lecat (Budo Phocéen)                | Béatrice Rambault (JC Val-de-Loire) Béatrice Hérard (JJJC Montauban)        |
| 1992     | Alice Dubois (Sainte-Geneviève Sports)     | Isabelle Beauruelle (Levallois SC)         | Marianne Charve (PSG AJ 77) Claire Lecat (Miki House)                       |
| 1991     | Isabelle Beauruelle (Levallois SC)         | Alice Dubois (JC Gennevilliers)            | Nathalie Murand (Sainte-Geneviève Sports) Valérie Bazin (Montpellier Judo)  |
| 1990     | Isabelle Beauruelle (Levallois SC)         | Meriem Moktaa (US Orléans)                 | Michèle Lionnet (ACBB) Isabelle Paque (JC Wasquehal)                        |
| 1989     | Claire Lecat (ACBB)                        | Isabelle Paque (AM Valenciennes)           | Marie-Pierre Arthur (AM Toulouse) Meriem Moktaa (US Orléans)                |
| 1988     | Claire Lecat (ACBB)                        | Valérie Bazin (JC Occikai)                 | Brigitte Deydier (Racing Club de France) Valérie Glica (JC Villiers-le-Bel) |
| 1987     | Michèle Lionnet (JC Marcoussis)            | Brigitte Deydier (Racing Club de France)   | Meriem Moktaa (US Orléans) Claire Lecat (Stade poitevin)                    |
| 1986     | Brigitte Deydier (Dojo Montalbannais)      | Michèle Lionnet (JC Marcoussis)            | Valérie Bazin (Occikian Montpellier) Claire Lecat (Stade poitevin)          |
| 1985     | Michèle Lionnet (JC Marcoussis)            | Brigitte Deydier (Dojo Montalbannais)      | Claudette Dekarz (AAS Fresnes) Florence Ferry (MJU Avignon)                 |
| 1984     | Brigitte Deydier (Dojo Montalbannais)      | Michèle Lionnet (JC Marcoussis)            | Claudette Dekarz (AAS Fresnes) Muriel Iglésias (JC Lagny)                   |
| 1983     | Brigitte Deydier (Dojo Montalbannais)      | Sylviane Barlemont (AM Strasbourg)         | Claudette Dekarz (AAS Fresnes) Annie-Laure Suc (JC Vendôme)                 |
| 1982     | Claudette Dekarz (AAS Fresnes)             | Catherine Pierre (Saint-Denis US)          | Muriel Iglésias (JC Facture) Véronique Guilbert (AS Bondy)                  |
| 1981     | Sylvianne Barlemont                        | Muriel Iglésias (JC Facture)               | Cécile Tenailleau (Bukokan Angers) Fabienne Tempel                          |
| 1980     | Catherine Pierre (Saint-Denis US)          | Pascale Jaffrenou (Samouraï Montpellier)   | Cécile Tenailleau (Bukokan Angers) Muriel Iglésias (JC Facture)             |
| 1979     | Muriel Iglésias (JC Facture)               | Danièle Moreau (CO Vigneux)                | Cécile Tenailleau (Segré) Myrek Passage Judo Université                     |
| 1978     | Paulette Fouillet (Chateauneuf-sur-Sarthe) | Valérie Bazin                              | Annie-Laure Suc (JC Vendôme) Schladenhauffen                                |
| 1977     | Jocelyne Triadou (JC Poissy)               | Annie-Laure Suc (JC Vendôme)               | Muriel Iglésias (JC Facture) Osmond (JC Dax)                                |
| 1976     | Jocelyne Triadou (JC Poissy)               | Paulette Fouillet (Chateauneuf-sur-Sarthe) | Myrek (Sud Ouest) Cohen                                                     |
| 1975     | Paulette Fouillet (Chateauneuf-sur-Sarthe) | Jocelyne Triadou (JC Poissy)               | Marie-Claude Tripet (ACBB) Viviane Bazin (RC Caudebec)                      |
| 1974     | Gabart                                     | Christine Delamaire                        | Cécile Tenailleau Rolland                                                   |

#### -70 kg (1997- )
| Épreuves | Or                                                   | Argent                                               | Bronze                                                                            |
| -------- | ---------------------------------------------------- | ---------------------------------------------------- | --------------------------------------------------------------------------------- |
| 2020     | Édition annulée en raison de la pandémie de Covid-19 | Édition annulée en raison de la pandémie de Covid-19 | Édition annulée en raison de la pandémie de Covid-19                              |
| 2019     | Mélissa Héleine (US Orléans)                         | Clémence Eme (RSC Champigny)                         | Candice Lebreton (Blanc-Mesnil Sport Judo) Audrey Fels (JC Marnaval Saint-Dizier) |
| 2018     | Margaux Pinot (Blanc-Mesnil)                         | Gwenaëlle Viard (Sainte-Geneviève Sports)            | Fanny Estelle Posvite (AJ Limoges) Clémence Eme (RSC Champigny)                   |
| 2017     | Fanny Estelle Posvite (AJ Limoges)                   | Mélissa Héleine (US Orléans)                         | Clémentine Louchez (JC Maisons-Alfort) Lucie Perrot (RSC Montreuil)               |
| 2016     | Marie-Ève Gahié (FLAM 91)                            | Mélissa Héleine (US Orléans)                         | Clarisse Habricot (Blanc-Mesnil) Lucie Perrot (RSC Montreuil)                     |
| 2015     | Margaux Pinot (Levallois SC)                         | Clarisse Habricot (Villemomble Sports)               | Mélissa Héleine (ADJ 21) Gwenaëlle Viard (Sainte-Geneviève Sports)                |
| 2014     | Gévrise Emane (Levallois SC)                         | Marie-Ève Gahié (FLAM 91)                            | Lucie Perrot (JCE Argenteuil) Valériane Fichot-Étienne (RSC Champigny)            |
| 2013     | Fanny Estelle Posvite (AJ Limoges)                   | Karine Berger (JC Maisons-Alfort)                    | Lucie Perrot (JCE Argenteuil) Margaux Pinot (ACS Peugeot-Mulhouse)                |
| 2012     | Karine Berger (JC Maisons-Alfort)                    | Maya Thoyer (JC Pontault-Combault)                   | Valériane Fichot-Étienne (RSC Champigny) Marie Pasquet (RSC Champigny)            |
| 2011     | Marie Pasquet (RSC Champigny)                        | Clarisse Habricot (JC Pontault-Combault)             | Assmaa Niang (Villemomble Sports) Gaëlle Possamai (JC Pontault-Combault)          |
| 2010     | Maya Thoyer (JC Chilly-Mazarin)                      | Fanny Estelle Posvite (AJ Limoges)                   | Marie Pasquet (RSC Champigny) Karine Berger (JC Maisons-Alfort)                   |
| 2010     | Mylène Chollet (Villemomble Sports)                  | Clarisse Habricot (US Orléans)                       | Véronique Diebolt (RSC Champigny) Lucile Perrotte (ACS Peugeot-Mulhouse)          |
| 2009     | Lucie Décosse (Lagardère Paris Racing)               | Gévrise Émane (Levallois SC)                         | Anne Morlot (JC Pontault-Combault) Marie Pasquet (RSC Champigny)                  |
| 2008     | Lucie Décosse (Lagardère Paris Racing)               | Gévrise Émane (Levallois SC)                         | Ghislaine Bretteville (ACS Peugeot-Mulhouse) Marie Pasquet (RSC Champigny)        |
| 2007     | Lucie Décosse (Paris Judo)                           | Clarisse Habricot (JC Touraine)                      | Gaëlle Possamai (Paris Judo) Mylène Chollet (US Orléans)                          |
| 2006     | Gévrise Émane (Entente Neuilly-Rosny)                | Anne Morlot (JC Pontault-Combault)                   | Sandra Lebris (JC Maisons-Alfort) Anne-Laure Bellard (JC Pontault-Combault)       |
| 2005     | Gévrise Émane (Entente Neuilly-Rosny)                | Amina Abdellatif (ACS Peugeot-Mulhouse)              | Rosalina Oukoloff (JC Villiers-le-Bel) Véronique Diebolt (RSC Champigny)          |
| 2004     | Gévrise Émane (Entente Neuilly-Rosny)                | Sandra Garofalo (JC Maisons-Alfort)                  | Laetitia Moulin (JC Maisons-Alfort) Véronique Diebolt (RSC Champigny)             |
| 2003     | Amina Abdellatif (ACS Peugeot-Mulhouse)              | Gaëlle Possamai                                      | Laetitia Moulin (JC Maisons-Alfort) Rosalina Oukoloff (JC Villiers-le-Bel)        |
| 2002     | Sandra Garofalo (JC Maisons-Alfort)                  | Laetitia Moulin (JC Maisons-Alfort)                  | Christelle Seiglevatte Mylène Chollet (US Orléans)                                |
| 2001     | Amina Abdellatif                                     | Jeanine Veilex (US Orléans)                          | Karine Rambault (US Orléans) Marianne Charve                                      |
| 2000     | ?                                                    | ?                                                    | ?                                                                                 |
| 1999     | Karine Rambault (US Orléans)                         | Amina Abdellatif                                     | Véronique Diebolt Stéphanie Lancel                                                |
| 1998     | Karine Rambault (US Orléans)                         | Anne Morlot                                          | Isabelle Beauruelle (Levallois SC) Sabine Tisserand (ACS Peugeot Mulhouse)        |
| 1997     | Karine Samedi (JC Touraine)                          | Christine Rey (GUC JC Dauphiné)                      | Sabine Tisserand (ACS Peugeot-Mulhouse) Jeanine Veilex                            |

#### -72 kg (1974-1996)
| Épreuves | Or                                         | Argent                                     | Bronze                                                                        |
| -------- | ------------------------------------------ | ------------------------------------------ | ----------------------------------------------------------------------------- |
| 1996     | Carine Varlez (Levallois SC)               | Sabine Tisserand (ACS Peugeot-Mulhouse)    | Stéphanie Tapon (Sainte-Geneviève Sports) Christine Rey (GUC JC Dauphiné)     |
| 1995     | Laurence Sionneau (PSG AJ 77)              | Carine Varlez (Levallois SC)               | Carole Piccoli (Sainte-Geneviève Sports) Christine Rey (GUC JC Dauphiné)      |
| 1994     | Estha Essombe (UCJ62)                      | Christine Rey (GUC JC Dauphiné)            | Carole Piccoli (Sainte-Geneviève Sports) Carine Varlez (Levallois SC)         |
| 1993     | Christine Rey (GUC JC Dauphiné)            | Carole Piccoli (Sainte-Geneviève Sports)   | Laurence Sionneau (PSG AJ 77) Carine Varlez (JC Beauce)                       |
| 1992     | Laurence Sionneau (ACBB)                   | Christine Rey (GUC JC Dauphiné)            | Carole Piccoli (Sainte-Geneviève Sports) Estha Essombe (JKC Boulogne-sur-Mer) |
| 1991     | Laetitia Meignan (US Orléans)              | Aline Batailler (Levallois SC)             | Patricia Landreau (Levallois SC) Laurence Sionneau (ACBB)                     |
| 1990     | Laetitia Meignan (US Orléans)              | Aline Batailler (Levallois SC)             | Christine Chauvel (ACBB) Laurence Sionneau (ACBB)                             |
| 1989     | Laetitia Meignan (US Orléans)              | Aline Batailler (Levallois SC)             | Patricia Landreau (JC Saujon) Laurence Sionneau (RCF)                         |
| 1988     | Laetitia Meignan (US Orléans)              | Aline Batailler (Levallois SC)             | Carole Piccoli (JC Bourgoin) Laurence Sionneau (RCF)                          |
| 1987     | Aline Batailler (RCF)                      | Patricia Landreau (Stade poitevin)         | Christine Cicot (RCF) Véronique Smaili (Stade Clermontois)                    |
| 1986     | Laetitia Meignan (Sainte-Geneviève Sports) | Natalina Lupino (JC Aubygeois)             | Christine Cicot (RCF) Christine Chauvel (JC Étables)                          |
| 1985     | Natalina Lupino (JC Aubygeois)             | Véronique Vigneron (Stade Clermontois)     | Laetitia Meignan (Sainte-Geneviève Sports) Aline Batailler (RCF)              |
| 1984     | Christine Cicot (EAM Libourne)             | Françoise Pimprenelle (MJV Avignon)        | Isabelle Paque (JC Valenciennes) Aline Batailler (Dojo Montalbannais)         |
| 1983     | Véronique Vigneron (Stade Clermontois)     | Catherine Tome (ASDM Mérignac)             | Laetitia Meignan (Sainte-Geneviève Sports) Meriem Moktaa (CS Cadeneaux)       |
| 1982     | Jocelyne Triadou (JC Poissy)               | Meriem Moktaa (CS Cadeneaux)               | Natalina Lupino (JC Raismes) Françoise Pimprenelle (MJV Avignon)              |
| 1981     | Jocelyne Triadou (JC Poissy)               | Meriem Moktaa (CS Cadeneaux)               | Laetitia Meignan (Sainte-Geneviève Sports) Christine Bardin (US Tonneins)     |
| 1980     | Jocelyne Triadou (JC Poissy)               | Laetitia Meignan (Sainte-Geneviève Sports) | Natalina Lupino (JC Raismes) Christine Bardin (US Tonneins)                   |
| 1979     | Jocelyne Triadou (JC Poissy)               | Catherine Pierre (Saint-Denis US)          | Meriem Moktaa (CS Cadeneaux) Françoise Pimprenelle (MJV Avignon)              |
| 1978     | Jocelyne Triadou (JC Poissy)               | Catherine Pierre (Saint-Denis US)          | Catherine Audigier Heiles (JC Cognac)                                         |
| 1977     | Catherine Pierre (Saint-Denis US)          | Jacqueline Fablet (JC Trélazé)             | Berrier (RC Caudebec) Heiles (JC Cognac)                                      |
| 1976     | Catherine Pierre (JC Saint-Denis)          | Christine Delamaire (Ile-de-France)        | Véronique Guilbert (Ile-de-France) Gabart (Ile-de-France)                     |
| 1975     | Catherine Pierre (JC Saint-Denis)          | Catherine Audigier (JC Morangis)           | Nicole Loup (ASCR Reims) Madeleine Rocher (JC Loire)                          |
| 1974     | Paulette Fouillet                          | Catherine Porte                            | Nicole Loup (ASCR Reims) Dequirez                                             |

#### +72 kg (1974-1996)
| Épreuves | Or                                     | Argent                                 | Bronze                                                                   |
| -------- | -------------------------------------- | -------------------------------------- | ------------------------------------------------------------------------ |
| 1996     | Gaëlle Potel (US Orléans)              | Emmanuelle Mikula (Levallois SC)       | Sonia Maurin (AJ Charentes) Céline Lebrun (US Orléans)                   |
| 1995     | Christine Cicot (PSG AJ 77)            | Sonia Maurin (AJ Charentes)            | Emmanuelle Mikula (Levallois SC) Fatima Suleymanoglu (ADJ 21)            |
| 1994     | Christine Cicot (PSG AJ 77)            | Sonia Maurin (AJ Charentes)            | Barbara Telle (ASPTT Lille) Frédérique Chauvin (Sainte-Geneviève Sports) |
| 1993     | Christine Cicot (PSG AJ 77)            | Gaëlle Potel (US Orléans)              | Emmanuelle Mikula (Levallois SC) Sonia Maurin (JC Taponnat)              |
| 1992     | Christine Cicot (Miki House)           | Gaëlle Potel (US Orléans)              | Mayrem Suleymanoglu (ADJ 21) Sonia Maurin (JC Taponnat)                  |
| 1991     | Christine Cicot (RCF)                  | Natalina Lupino (Dojo Flandres-Artois) | Isabelle Maillez (JC Moreux) Gaëlle Potel (ASPTT Lille)                  |
| 1990     | Christine Cicot (RCF)                  | Gaëlle Potel (ASPTT Lille)             | Mayrem Suleymanoglu (ADJ 21) Natalina Lupino (Dojo Flandres-Artois)      |
| 1989     | Natalina Lupino (JC Aubygeois)         | Christine Cicot (RCF)                  | Emmanuelle Mikula (Levallois SC) Gaëlle Potel (ASPTT Lille)              |
| 1988     | Isabelle Paque (JC Valenciennes)       | Natalina Lupino (JC Aubygeois)         | Emmanuelle Mikula (JC Lunéville) Isabelle Pion (AS Vonges)               |
| 1987     | Isabelle Paque (JC Valenciennes)       | Emmanuelle Mikula (JC Lunéville)       | Corinne Guivarch (JC Le Blanc) Catherine Keskic (JC Sarrebourg)          |
| 1986     | Isabelle Paque (JC Valenciennes)       | Isabelle Pion (JC Le Blanc)            | Corinne Guivarch (ASAP Vonges) Florence Carlus (RCF)                     |
| 1985     | Florence Carlus (RCF)                  | Béatrice Durin (JC Obernai)            | Isabelle Pion (JC Vonges) Isabelle Paque (JC Valenciennes)               |
| 1984     | Natalina Lupino (JC Aubygeois)         | Isabelle Rouet (AJ P)                  | Pascale Kermel (JC Saintry) Béatrice Durin (JC Obernai)                  |
| 1983     | Natalina Lupino (JC Raismes)           | Isabelle Mailliez (JC Nesle)           | Florence Carlus (RCF) Béatrice Durin (JC Obernai)                        |
| 1982     | Véronique Loore (AS Mantes)            | Véronique Vigneron (Stade Clermontois) | Pascale Kermel (JC Saintry) Isabelle Pion (JC Vonges)                    |
| 1981     | Véronique Vigneron (Stade Clermontois) | Véronique Loore (AS Mantes)            | Pascale Kermel (JC Saintry) Florence Carlus (RCF)                        |
| 1980     | Paulette Fouillet (Budokan Angers)     | Véronique Vigneron (Stade Clermontois) | Meriem Moktaa (JC Cadeneaux) Anne-Marie Marguerit (JC Saint-Quentin)     |
| 1979     | Trin Dinh (Sèvres)                     | Pascale Kermel (JC Saintry)            | Maryvonne Lacour (JC Aniche) Muriel Samery (JC Fameck)                   |
| 1978     | Muriel Samery (JC Nancy)               | Maryvonne Lacour (JC Pecquencourt)     | Pascale Kermel (JC Saintry) Geneviève Baudrin (JC Rouennais)             |
| 1977     | Muriel Samery (JC Nancy)               | Élisabeth Haley (JC Avignon)           | Maryvonne Lacour (JC Pecquencourt) Geneviève Baudrin (JC Rouennais)      |
| 1976     | Maryvonne Lacour (JC Pecquencourt)     | Catherine Porte (JC Français)          | Muriel Samery (JC Nancy) Geneviève Baudrin (JC Rouennais)                |
| 1975     | Catherine Porte (JC Français)          | Maryvonne Lacour (JC Aniche)           | Catherine Neuilly (MJC Thonon) Geneviève Baudrin (JC Rouennais)          |
| 1974     | Monique Lamarre                        | Lesgoires                              | Catherine Neuilly (MJC Thonon) Texier                                    |

#### -78 kg (1997- )
| Épreuves | Or                                                   | Argent                                               | Bronze                                                                           |
| -------- | ---------------------------------------------------- | ---------------------------------------------------- | -------------------------------------------------------------------------------- |
| 2020     | Édition annulée en raison de la pandémie de Covid-19 | Édition annulée en raison de la pandémie de Covid-19 | Édition annulée en raison de la pandémie de Covid-19                             |
| 2019     | Fanny Estelle Posvite (AJ Limoges)                   | Audrey Tcheumeo (US Orléans)                         | Sama Hawa Camara (RSC Champigny) Vanessa Dureau (Sainte-Geneviève Sports)        |
| 2018     | Julie Pierret (La Couronne Judo)                     | Chloé Dollin (US Orléans)                            | Sama Hawa Camara (RSC Champigny) Vanessa Dureau (Sainte-Geneviève Sports)        |
| 2017     | Madeleine Malonga (Blanc-Mesnil)                     | Stessie Bastareaud (JC Pontault-Combault)            | Julie Pierret (La Couronne Judo) Vanessa Dureau (Sainte-Geneviève Sports)        |
| 2016     | Julie Pierret (La Couronne Judo)                     | Sama Hawa Camara (RSC Champigny)                     | Christelle Garry (JC Maisons-Alfort) Fanny Estelle Posvite (AJ Limoges)          |
| 2015     | Sama Hawa Camara (JCE Argenteuil)                    | Géraldine Mentouopou (RSC Champigny)                 | Christelle Garry (JC Maisons-Alfort) Julie Pierret (La Couronne Judo)            |
| 2014     | Madeleine Malonga (Levallois SC)                     | Géraldine Mentouopou (RSC Champigny)                 | Christelle Garry (JC Maisons-Alfort) Sama Hawa Camara (ACS Peugeot-Mulhouse)     |
| 2013     | Géraldine Mentouopou (RSC Champigny)                 | Christelle Garry (JC Maisons-Alfort)                 | Lucie Louette Kanning (FLAM 91) Julie Pierret (La Couronne Judo)                 |
| 2012     | Lucie Louette Kanning (Levallois SC)                 | Marjorie Ulrich (ACS Peugeot-Mulhouse)               | Audrey Thorel (UJ Brive) Christelle Garry (Dojo Nantais)                         |
| 2011     | Audrey Tcheumeo (Villemomble Sports)                 | Marjorie Ulrich (ACS Peugeot-Mulhouse)               | Stéphanie Possamai (JC Pontault-Combault) Christelle Garry (Dojo Nantais)        |
| 2010     | Audrey Tcheumeo (Villemomble Sports)                 | Géraldine Mentouopou (RSC Champigny)                 | Stéphanie Possamai (JC Pontault-Combault) Lucie Louette Kanning (Levallois SC)   |
| 2010     | Lucie Louette Kanning (Levallois SC)                 | Géraldine Mentouopou (RSC Champigny)                 | Audrey Thorel (UJ Brive) Audrey Tcheumeo (Villemomble Sports)                    |
| 2009     | Céline Lebrun (US Orléans)                           | Lucie Louette Kanning (JAMP)                         | Géraldine Mentouopou (RSC Champigny) Audrey Tcheumeo (Villemomble Sports)        |
| 2008     | Lucie Louette Kanning (JAMP)                         | Stéphanie Possamai (Lagardère Paris Racing)          | Géraldine Mentouopou (RSC Champigny) Céline Lebrun (US Orléans)                  |
| 2007     | Céline Lebrun (US Orléans)                           | Géraldine Mentouopou (ACS Peugeot-Mulhouse)          | Stéphanie Possamai (Levallois SC) Lucie Louette Kanning (JAMP)                   |
| 2006     | Stéphanie Possamai (Levallois SC)                    | Géraldine Mentouopou (ACS Peugeot-Mulhouse)          | Stéphanie Lancel (RC Caudebecais) Lucie Louette Kanning (JAMP)                   |
| 2005     | Céline Lebrun (US Orléans)                           | Stéphanie Possamai (Levallois SC)                    | Aurélie Javault (ACS Peugeot-Mulhouse) Lucie Louette Kanning (JAMP)              |
| 2004     | Lucie Louette Kanning (JAMP)                         | Aurélie Javault (ACS Peugeot-Mulhouse)               | Lucie Albert (JC Pontault-Combault) Emmanuelle Valance (Sainte-Geneviève Sports) |
| 2003     | Céline Lebrun (US Orléans)                           | Aurélie Javault                                      | Stéphanie Possamai Emmanuelle Valance (Sainte-Geneviève Sports)                  |
| 2002     | Sandra Borderieux                                    | Stéphanie Possamai (Levallois SC)                    | Catherine Goletto Eva Bisseni                                                    |
| 2001     | Anne-Sophie Mondière                                 | Stéphanie Possamai                                   | Nathalie Murand Barbara Telle (ASPTT Lille)                                      |
| 2000     | ?                                                    | ?                                                    | ?                                                                                |
| 1999     | Barbara Telle (ASPTT Lille)                          | Frédérique Chauvin (Sainte-Geneviève Sports)         | Sandra Borderieux Lucie Albert                                                   |
| 1998     | Julie Taillandier                                    | Sandra Borderieux                                    | Barbara Telle (ASPTT Lille) Aurélie Javault                                      |
| 1997     | Carine Varlez (Levallois SC)                         | Frédérique Chauvin (Sainte-Geneviève Sports)         | Sophie Gaillard Fatima Suleymanoglu (ADJ 21)                                     |

#### +78 kg (1997- )
| Épreuves | Or                                                   | Argent                                               | Bronze                                                                              |
| -------- | ---------------------------------------------------- | ---------------------------------------------------- | ----------------------------------------------------------------------------------- |
| 2020     | Édition annulée en raison de la pandémie de Covid-19 | Édition annulée en raison de la pandémie de Covid-19 | Édition annulée en raison de la pandémie de Covid-19                                |
| 2019     | Julia Tolofua (US Orléans)                           | Léa Fontaine (Sainte-Geneviève Sports)               | Rauhiti Vernaudon (Sainte-Geneviève Sports) Valentine Marchand (AJA Paris 20e)      |
| 2018     | Valentine Marchand (AJA Paris 20e)                   | Julia Tolofua (US Orléans)                           | Anne-Fatoumata M'Bairo (RSC Champigny) Eva Bisseni (RSC Champigny)                  |
| 2017     | Julia Tolofua (ACS Peugeot-Mulhouse)                 | Anne-Fatoumata M'Bairo (JC Pontault-Combault)        | Eva Bisseni (RSC Champigny) Romane Dicko (Randoris Club de Villeneuve-le-Roi)       |
| 2016     | Romane Dicko (Randoris Club de Villeneuve-le-Roi)    | Eva Bisseni (RSC Champigny)                          | Marie Del Puppo (ACBB) Anne-Fatoumata M'Bairo (JC Pontault-Combault)                |
| 2015     | Marine Erb (Villemomble Sports)                      | Rebecca Ramanich (ADJ 21)                            | Julia Tolofua (ACS Peugeot-Mulhouse) Anne-Fatoumata M'Bairo (JC Pontault-Combault)  |
| 2014     | Audrey Tcheumeo (Villemomble Sports)                 | Marine Erb (Villemomble Sports)                      | Lucie Louette Kanning (FLAM 91) Rebecca Ramanich (ACS Peugeot-Mulhouse)             |
| 2013     | Émilie Andéol (RSC Champigny)                        | Rebecca Ramanich (ACS Peugeot-Mulhouse)              | Cécile Delwail (Sainte-Geneviève Sports) Anne-Fatoumata M'Bairo (JC Maisons-Alfort) |
| 2012     | Émilie Andéol (RSC Champigny)                        | Rebecca Ramanich (ACS Peugeot-Mulhouse)              | Marjorie Deroose (JC Maisons-Alfort) Anne-Fatoumata M'Bairo (JC Maisons-Alfort)     |
| 2011     | Émilie Andéol (RSC Champigny)                        | Anne-Sophie Mondière (JC Pontault-Combault)          | Rebecca Ramanich (Villemomble Sports) Alice Delplanque (ACS Peugeot-Mulhouse)       |
| 2010     | Eva Bisseni (RSC Champigny)                          | Anne-Sophie Mondière (JC Pontault-Combault)          | Rebecca Ramanich (Villemomble Sports) Émilie Waldet (ASBTP Nice)                    |
| 2010     | Émilie Andéol (RSC Champigny)                        | Aurore Quintin (Villemomble Sports)                  | Rebecca Ramanich (Villemomble Sports) Rosalina Oukoloff (RSC Montreuil)             |
| 2009     | Eva Bisseni (RSC Champigny)                          | Anne-Sophie Mondière (JC Pontault-Combault)          | Émilie Andéol (RSC Champigny) Émilie Waldet (ASBTP Nice)                            |
| 2008     | Ketty Mathe (Sainte-Geneviève Sports)                | Rebecca Ramanich (Levallois SC)                      | Sédrine Portet (US Orléans) Eva Bisseni (RSC Champigny)                             |
| 2007     | Anne-Sophie Mondière (JC Pontault-Combault)          | Eva Bisseni (RSC Champigny)                          | Ketty Mathe (Sainte-Geneviève Sports) Rebecca Ramanich (Levallois SC)               |
| 2006     | Anne-Sophie Mondière (JC Pontault-Combault)          | Rebecca Ramanich (Levallois SC)                      | Ketty Mathe (Sainte-Geneviève Sports) Émilie Waldet (ASPTT Nice)                    |
| 2005     | Anne-Sophie Mondière (JC Pontault-Combault)          | Sédrine Portet (US Orléans)                          | Priscilla Bourhis (AS Saint-Médard) Marjorie Deroose (Levallois SC)                 |
| 2004     | Sédrine Portet (US Orléans)                          | Élodie Gent (Orne Judo)                              | Rebecca Ramanich (Levallois SC) Virginie Jaulin (Dojo Loïc Lafont-Rhodia Club)      |
| 2003     | Anne-Sophie Mondière (JC Pontault-Combault)          | Sédrine Portet (US Orléans)                          | Élodie Becquard (ADJ 21) Linda Marguerite                                           |
| 2002     | Élodie Becquard (ADJ 21)                             | Virginie Jaulin (DLL Rhodia)                         | Angélique Ancerne Linda Marguerite                                                  |
| 2001     | Gaëlle Potel                                         | Élodie Becquard (ADJ 21)                             | Sédrine Portet (US Orléans) Linda Marguerite                                        |
| 2000     | ?                                                    | ?                                                    | ?                                                                                   |
| 1999     | Sonia Maurin (AJ Charentes)                          | Reyano Suleymanoglu (ADJ 21)                         | Sédrine Portet (US Orléans) Élodie Becquard (ADJ 21)                                |
| 1998     | Linda Marguerite                                     | Virginie Jaulin (DLL Rhodia)                         | Sédrine Portet (US Orléans) Élodie Becquard (ADJ 21)                                |
| 1997     | Linda Marguerite                                     | Mayrem Suleymanoglu (ADJ 21)                         | Sonia Maurin (AJ Charentes) Élodie Becquard (ADJ 21)                                |

#### Open (Toutes catégorie) (1974-1976) (1985-1986)
| Épreuves | Or                                     | Argent                           | Bronze                                                                   |
| -------- | -------------------------------------- | -------------------------------- | ------------------------------------------------------------------------ |
| 1986     | Isabelle Paque (JC Valenciennes)       | Christine Cicot (RCF)            | Natalina Lupino (JC Aubygeois) Laetitia Meignan (Sainte-Geneviève Sport) |
| 1985     | Véronique Vigneron (Stade Clermontois) | Isabelle Paque (JC Valenciennes) | Aline Batailler (RCF) Martine Rottier (Sainte-Geneviève Sport)           |
|          |                                        |                                  |                                                                          |
| 1976     | Catherine Pierre (JC Saint-Denis)      | Valérie Bazin (Normandie)        | Martine Rottier (AS Évry) Rommert (Alsace)                               |
| 1975     | Paulette Fouillet                      | Martine Rottier (AS Évry)        | Geneviève Baudrin (JC Rouennais) Catherine Pierre (JC Saint-Denis)       |
| 1974     | Martine Rottier (AS Évry)              | Paulette Fouillet                | Geneviève Baudrin (JC Rouennais) Monique Thiollet                        |